# نادي الهلال السعودي موسم 2019–20
انطلق موسم نادي الهلال السعودي لكرة القدم 2019–20 الذي يعتبر الموسم الثاني والستين، في مسيرة نادي الهلال السعودي منذ تأسيسه 1957 والموسم الرابع والأربعين له في الدوري السعودي لكرة القدم، تحت مسمى دوري كأس الأمير محمد بن سلمان للمحترفين برئاسة الأستاذ فهد بن نافل المنتخب رئيس مجلس إدارة نادي الهلال لمدة 4 سنوات تستمر حتى عام 2023 إثر فوزه بانتخابات الجمعية العمومية التي عقدت بمقر النادي يوم الثلاثاء الموافق 18 يونيو 2019 متفوقا على المرشح الثاني موسى بن عبد العزيز الموسى في سباق رئاسة النادي، واعتماد مجلس الإدارة في 25 يونيو 2019 من قبل الهيئة العامة للرياضة وبذلك أصبح الرئيس الثامن والعشرين لإدارة النادي خلفاً للرئيس المكلف عبد الله الجربوع. تحت قيادة المدير الفني الروماني رازفان لوشيسكو والذي أعلن حساب الرسمي لنادي الهلال يوم 30 يونيو 2019 التعاقد معه رسمياً مدة عامين. ويلتحق بمعسكر الفريق يوم 02 يوليو بمدينة لنز النمساوية والذي ستمر حتى 24 يوليو 2019 عندما أنهى فريق الهلال الأول لكرة القدم يوم الأربعاء معسكره التحضيري في مدينة لينز النمساوية بانتصار سابع على التوالي في مبارياته الودية، بفوزه على أودينيزي الإيطالي 3-2 في مباراته السابعة والأخيرة قبل العودة إلى الرياض الخميس.
بدأت الإدارة أعمالها التحضيرية للموسم بسلسلة من عقود الرعاية المتتالية لزيادة مداخيل النادي لضمان الاستقرار المالي على المدى البعيد، وصلت في مجملها إلى سبعة عقود في فترة زمنية قصيرة نسبياً بالإضافة إلى عقد الرعاية مع شركة المملكة القابضة، وقعت إدارة الهلال برئاسة رئيس مجلس الإدارة فهد بن نافل عقد شراكة رعاية مع شركة إعمار العقارية لمدة 5 أعوام ووقع العقد عن إعمار رئيس مجلس إدارة الشركة محمد بن علي العبار في العاصمة السعودية الرياض وتقرر أن يكون شعار «إعمار» على قمصان لاعبي الفريق الكروي الأول بدءاً من الموسم الحالي. وقع مجلس إدارة نادي الهلال يوم الإثنين الموافق 01 أغسطس 2019 اتفاقية شراكة مع شركة التعاونية للتأمين لتكون بموجبها شريكًا تأمينيًا لمدة 5 سنوات. لم يمضي يوم حتى أنهت إدارة نادي الهلال برئاسة الأستاذ فهد بن سعد بن نافل إجراءات توقيع اتفاقية يوم الثلاثاء الموافق 3 يوليو 2019 مع شركة S-TEAM، لتكون بموجبها الشريك الرئيسي والحصري لفئة الملابس والمتاجر الرياضية، وذلك لمدة خمسة مواسم رياضية. اتبعتها الإدارة بعقد جديد حيث أنهت إدارة نادي الهلال برئاسة الأستاذ فهد بن نوفل اليوم السبت في 13 يوليو 2019 إجراءات توقيع اتفاقية شراكة مع شركة” فلاي إن” لمدة خمس أعوام لتكون بموجبها شريك السياحة والسفر الحصري للنادي.
وقعت إدارة نادي الهلال و«جاهز» يوم الإثنين في 15 يوليو 2019 اتفاقية شراكة ليكون بموجبها شريك توصيل الأطعمة الرسمي والحصري للهلال لمدة 5 سنوات، ويظهر شعاره أعلى الصدر في قمصان فريق كرة القدم الأول في النادي. أبرم نادي الهلال برئاسة فهد بن نافل اتفاقية شراكة مع وكالة XELEMENT لتصبح بموجبها الشريك الإبداعي للنادي، المسؤول عن تطوير الهوية البصرية للنادي، إضافة إلى الإسهام في تطوير الأعمال الإبداعية، وخلق وتطوير استراتيجيات تسويقية من شأنها تنمية العلامة التجارية الخاصة بالهلال وتكوين البنية الإعلانية للمنصات الرقمية والتسويق لها وعمليات بيعها، كما ستنال بموجب الاتفاقية كثيرًا من المزايا والحقوق التي تشمل الفعاليات والحملات التسويقية. في 28 سبتمبر 2019 أبرم مجلس إدارة نادي الهلال برئاسة فهد بن نافل عقد شراكة مع شماغ سيار؛ ليصبح بموجبه من فئة الشركاء الرئيسيين لنادي الهلال ويمتد عقد الشراكة لمدة خمس سنوات؛ وسيظهر شعار «سيار» في منطقة أسفل الكتف اليمنى في قمصان كرة القدم بنادي الهلال، على أن ينال «سيار» بموجب العقد العديد من المزايا والحقوق التي تشمل الفعاليات والحملات التسويقية.
يذكر أنه في وقت سابق امتنعت إدارة نادي الهلال المكلفة برئاسة الأستاذ عبد الله الجربوع عن تجديد عقدها مع شركة صلة الذي انتهى بصفةٍ رسمية بعد عدة أعوام؛ وذلك رغبة منها في تولي ناديها العقود الاستثمارية بشكل مباشر دون وسيط. واصلت الإدارة الهلالية خطواتها الاستثمارية، ووقعت في 13 نوفمبر 2019 عقد شراكة جديد هو «العقد العاشر» مع الشركة الوطنية للرعاية الطبية «رعاية»، تصبح بموجبه شريك التأهيل الرياضي لألعاب النادي المختلفة والفئات السنية لكرة القدم.
لم تكتفي الإدارة الحديثة بفكرة الموارد المالية كمورد رئيسي للنادي، بل عملت على  إغلاق ملفات عقود اللاعبين وأبرمت إدارة نادي خلال الفترة الماضية أكثر من 20 عقداً واتفاقية تنوعت ما بين عقود احترافية جديدة، وتجديد وإعارة وإنهاء علاقة تعاقدية بمخالصات مالية، حيث أنهت عقد مع ستة لاعبين أجانب، وذلك سعياً لإعادة هيكلة قائمة اللاعبين الأجانب المقيدين في سجلات النادي، ضمت كلام من علي الحبسي، ميلوس ديجينيك، أشرف بن شرقي، إيزيكيل سيروتي، جوناثان سوريانو.
تأهل فريق الهلال الأول لكرة القدم، وعبر بسيناريو صعب إلى نهائي دوري أبطال آسيا 2019، رغم خسارته الثقيلة بنتيجة 2-4 أمام ضيفه نادي السد القطري في 22 أكتوبر 2019 على ملعب جامعة الملك سعود في إياب نصف نهائي البطولة، مستفيداً من فوزه ذهاباً (4-1) ليتأهل بمجموع المباراتين (6-5). ليحجز مقعد له في النهائي بانتظار الفريق المتأهل من مباراة نصف نهائي شرق القارة الآسيوية، وهو ما تم بتأهل فريق أوراوا الياباني ليواجه الهلال في مباراة نهائي الذهاب في 09 نوفمبر 2019 على أرضية ملعب جامعة الملك سعود، حيث تمكن فريق الهلال من تحقيق فوز مستحق بهدف مقابل لا شيء على أوراوا الياباني، في مباراة شهدت سيطرة ملحوظة للغاية من قبل لاعبي الزعيم، بحيث تخطت نسبة استحواذهم على الكرة 70 % ضمن منافسات ذهاب نهائي دوري أبطال آسيا، على ملعب جامعة الملك سعود «محيط الرعب» في العاصمة الرياض، قرر الجهاز الفني للهلال السعودي، السفر يوم الأحد على متن طائرة خاصة في تاريخ 17 نوفمبر 2019 إلى العاصمة طوكيو اليابان، استعداداً لملاقاة نظيره أوراوا ريد دياموندز في إياب نهائي دوري أبطال آسيا في 24 نوفمبر 2019 على ملعب سايتاما، تمكن فيها الفريق من تكرار فوزه الذي حققه في مباراة الذهاب بفرض سيطرته وتصدي للمحاولة الضئيلة التي تمكن فيها فريق اوراوا من الوصول لمرمى الهلال، منتصف الشوط الثاني استطاع لاعب الوسط سالم الدوسري من تسجيل هدف الهلال الأول عند الدقيقة 74، حيث استمر تقدم أزرق العاصمة حتى الدقيقة الثانية من الوقت المحتسب بدلاً من الضائع، ليضيف الفرنسي غوميز الهدف الهلالي الثاني، ليعلن بعدها حكم المباراة نهاية اللقاء بفوز الهلال وتتويج فريق الهلال السعودي بكأس دوري أبطال أسيا 2019 محرزاً لقبه الأول في البطولة بنظامها الجديد والثالث في تاريخه بعدما تغلب على مضيفه أوراوا ريد دايموندز الياباني بهدفين دون رد ليثأر من منافسه الذي حرمه من لقب البطولة في عام 2017 وذلك في اللقاء الذي جمع بين الفريقين على ستاد سايتاما 2002 في سايتاما اليابانية في أطار مباراة الإياب من للنهائي المسابقة. على اثر هذا الانتصار الصريح لأكبر بطولات القارة الآسيوية للأندية استقبل الأمير عبد العزيز بن تركي الفيصل رئيس مجلس إدارة الهيئة العامة للرياضة فريق نادي الهلال وأعضاء الجهازين الفني والإداري في مطار الملك خالد الدولي بالرياض يوم الأحد 24 نوفمبر 2019 عقب تحقيق الفريق بطولة كأس دوري أبطال آسيا 2019. استقبل صاحب السمو الملكي الأمير محمد بن سلمان بن عبد العزيز ولي العهد نائب رئيس مجلس الوزراء وزير الدفاع يوم 26 نوفمبر 2019 بقصر اليمامة صاحب السمو الملكي الأمير عبد العزيز بن تركي الفيصل رئيس مجلس إدارة الهيئة العامة للرياضة، ووكلاء الهيئة ورئيس الاتحاد السعودي لكرة القدم، ورئيس وأعضاء مجلس إدارة نادي الهلال والجهازين الفني والإداري ولاعبي الفريق لكرة القدم بمناسبة تحقيقهم بطولة دوري أبطال آسيا، والتأهل لكأس العالم القادمة للأندية وهنأ سمو ولي العهد مسؤولي ولاعبي فريق الهلال السعودي بهذا الإنجاز للوطن وظهورهم المشرف في البطولة، والتأهل لكأس العالم للأندية، مشيراً سموه إلى أهمية الاستمرار في بذل المزيد من الجهد لرفع اسم المملكة عالياً في المحفل العالمي. واحتفت الهيئة العامة للرياضة اليوم الخميس 28 نوفمبر 2019 بإدارة ولاعبي نادي الهلال والجهازين الفني والإداري في بوابة الدرعية التاريخية بحضور جماهيري فاق 25 ألف مشجع، وتراقصت الجماهير الهلالية على الأغاني الخاصة بناديهم بوجود اللاعبين والجهاز الفني والإداري على المسرح، في أجواء احتفالية رائعة، وبدأ محمد الشلهوب قائد الفريق برفع كأس البطولة ورفع رصيد للبطولة 59 مع صيحات الجماهير الزرقاء المتعطشة للقب القاري، وتناوب جميع النجوم على رفع الكأس القارية.
ولم تنتهي الأفراح فقد أقامت الهيئة العامة للترفيه احتفالاً في 29 نوفمبر 2019 بمناسبة تحقيق نادي الهلال بطولة دوري أبطال آسيا 2019 م بحضور رئيس الهيئة العامة للترفيه المستشار تركي آل الشيخ وعدد من الشخصيات الهلالية من رؤساء وأعضاء شرف يتقدمهم رئيس الهيئة العامة للرياضة سابقاً الأمير عبد الله بن مساعد والأمير الوليد بن طلال وعدد من لاعبي الهلال القدامى بالإضافة إلى حضور عدد من الشخصيات الرياضية وشهد الحفل تكريم رئيس هيئة الترفيه آل الشيخ لرئيس نادي الهلال فهد بن نافل نظير تحقيق فريقه بطولة دوري أبطال آسيا وأحيا الاحتفال عدد من الفنانين يتقدمهم فنان العرب محمد عبده بالإضافة إلى ماجد المهندس وراشد الماجد ورابح صقر وحسين الجسمي وراشد الفارس. كما أطلقت الألعاب النارية ابتهاجاً بهذا الحدث.
بصدور موافقة وزارة التجارة والاستثمار على طلب نادي الهلال بإنشاء شركة باسم شركة نادي الهلال الاستثمارية، كشركة مساهمة مقفلة، بعد الحصول على موافقة الهيئة العامة للرياضة؛ وهي الأولى من نوعها على مستوى الأندية السعودية. أتمّت إدارة نادي الهلال يوم الثلاثاء الموافق 12 نوفمبر 2019 إجراءات تأسيس «شركة نادي الهلال الاستثمارية»، شركة مساهمة مقفلة مقرها مدينة الرياض، وتعود ملكية أسهمها كاملة لنادي الهلال، حيث عقدت الشركة الجمعية التأسيسية، وتم اختيار أول مجلس للإدارة برئاسة سعادة الأستاذ «فهد بن سعد بن نافل» رئيس مجلس إدارة نادي الهلال. هذا وأصدر مجلس إدارة «شركة نادي الهلال الاستثمارية» برئاسة الأستاذ «فهد بن سعد بن نافل» قرارًا بتعيين الأستاذ «سلطان بن عبد العزيز آل الشيخ» رئيسًا تنفيذيًا للشركة، حيث سيتم نقل كافة المهام والمسؤوليات الخاصة بإدارة التسويق والاستثمار في النادي إلى «شركة نادي الهلال الاستثمارية»، يذكر أن أبرز مهام الشركة هي إدارة واستثمار وتشغيل وتسويق والانتفاع بكافة علامات النادي التجارية والترخيص للغير في الانتفاع بها، إضافةً إلى إدارة وتشغيل جميع عقود الاستثمار والرعاية والترخيص والإعلان والتأجير والاستئجار والحصول على الخدمات أو تقديمها وتملّك وإدارة وتشغيل جميع الحقوق الاستثمارية والتجارية الخاصة بالنادي ولاعبيه وبرامجه ومشاريعه وتسويقها وتشغيلها وبيعها وإدارة جميع العلاقات مع المستثمرين، ووضع وإدارة وتشغيل جميع برامج العلاقة والاستثمار مع الجماهير وبرامج العضوية. أحد أهم الحداث هذا الموسم دخول شركة الهلال الاستثمارية في منافسة محتدمة مع شركة الوسائل للدعاية والإعلان بعقد ترسية ملعب جامعة الملك سعود، التي فازت به شركة الوسائل بعقد استثمار يمتد 10 أعوام، يذكر أن نادي الهلال فتحت الباب وقدم تجرب سباقة وفريدة منذ 2017 بموجب عقد استئجاره من شركة صلة الرياضية التي فازت بعقد المناقصة الأول التي طرحته جامعة الملك سعود.
شهد هذا الموسم إقامة حفل اعتزال لاعب وكابتن الهلال السابقة ياسر القحطاني المعروف «بالقناص» حيثُ يودع الملاعب بعد مسيرة ذهبية مع نادي الهلال امتدت لما يقارب ثماني عشرة سنة في الملاعب الرياضية لينهي مسيرة احترافية رائعة بدأت من 2000 مع نادي القادسية مروراً بمسيرته مع نادي الهلال في 2005، ممثل صفوف المنتخب السعودي في الفترة من 2002 حتى 2013. وخاض ياسر القحطاني مع المنتخب السعودي خلال تلك الفترة 112 مباراة وسجل 42 هدفاً، وشارك في مونديال 2006 بألمانيا، وأقيمت مساء يوم الأحد الموافق 01 ديسمبر 2019 حيثُ واجه فريق Y20 نظيره الهلال وذلك على استاد جامعة الملك سعود في حفل كرنفالي شهد حضور الفنان رابح صقر والفنان وليد الشامي وشارك في فريق ياسر القحطاني Y20 كل من سامي الجابر ويوسف الثنيان ومحمد الدعيع وطارق التايب والسويدي كريستيان ويلهامسون وميريل رادوي ولي يونغ بيو وعمر عبد الرحمن «عموري»، كما تواجد في الحفل العديد من نجوم العالم ومنهم الهولندي روبن فان بيرسي والإيطالي أندريا بيرلو ومواطنه فرانشيسكو توتي والكاميروني صامويل إيتو والبرازيلي رونالدينيو.
منح الهداف الفرنسي البديل بافيتيمبي غوميز فريقه الهلال السعودي الفوز يوم السبت 14 ديسمبر 2019 على الترجي التونسي 1-صفر في الدور الثاني لبطولة كأس العالم 2019 للأندية في كرة القدم المقامة في قطر، ليقوده إلى نصف النهائي وهو ما تم في المباراة نصف النهائية الأولى الثلاثاء 17 ديسمبر 2019، لملاقاة فريق فلامنغو البرازيلي بطل مسابقة كوبا ليبرتادوريس الأميركية الجنوبية، والذي يشرف عليه مدربه السابق البرتغالي جورجي جيزوس. وقدم الفريق الهلالي مباراة رائعة في شوطها الأول ومتوسطة المستوى في الشوط الثاني وأضاع أكثر من فرصة كانت ستحسم المباراة لصالحه ولاسيما في الشوط الأول لكن خسر الفريق فرصته في الوصول لنهائي كأس العالم للأندية بعدما خسر أمام الفريق البرازيلي فلامنجو في نصف نهائي كأس العالم للأندية بهدف لثلاثة في المباراة التي أقيمت على استاد خليفة الدولي، ليضرب موعدًا مع الخاسر من مباراة ليفربول الإنجليزي ومونتيري المكسيكي، اكتفى الهلال بالمركز الرابع عقب خسارته أمام مونتيري المكسيكي بركلات الترجيح 4-3، في المواجهة التي انتهت 2-2 في شوطيها الأصليين واحتضنها ستاد خليفة الدولي بالعاصمة القطرية الدوحة، في مباراة تحديد المركزين الثالث والرابع لكأس العالم للأندية.
أصدر خادم الحرمين الشريفين الملك سلمان بن عبد العزيز آل سعود، أمرًا ملكيًا اليوم الثلاثاء 25 فبراير 2020، بتحويل الهيئة العامة للرياضة إلى وزارة باسم «وزارة الرياضة»، وتعيين الأمير عبد العزيز بن تركي بن فيصل آل سعود وزيرًا للرياضة. في 14 مارس 2020 قررت وزارة الرياضة بناء على توصيات اللجنة المعنية بمتابعة مستجدات جائحة فيروس كورونا الجديد (COVID-19) تعليق النشاط الرياضي في المملكة بمختلف الألعاب الرياضية وكافة البطولات والمسابقات وكذلك إغلاق الصالات والمراكز الرياضية الخاصة من يوم الاحد 15 مارس 2020 في إجراءات احترازية ووقائية للحد من انتشار فيروس كورونا.
أعلنت وزارة الرياضة بعد التنسيق مع اللجنة المعنية بمتابعة مستجدات فيروس «كورونا» رفع تعليق النشاط الرياضي في السعودية لمختلف الألعاب الرياضية وكافة البطولات والمسابقات اعتباراً من يوم 04 من أغسطس 2020، تم اتخاذ هذا القرار وسط ترحيب البعض بقرار عودة النشاط الرياضي واستئناف منافسات دوري كأس الأمير محمد بن سلمان للمحترفين، وتحفظت أخرى على استئناف «الدوري» بدعوى وجود غموض في التفاصيل وصعوبات قد تتعرض لها من ناحية استعادة لاعبيها ومدربيها أو حتى التمديد معهم مع نهاية شهر يونيو 2020.
أعلن نادي الهلال يوم الإثنين الموافق 29 يونيو 2020 عن اتفاق الإدارة مع لاعب وسط الفريق، البرازيلي كارلوس إدواردو على تمديد عقده لاستكمال بقية الموسم الرياضي الذي يعود في 4 أغسطس 2020 بعد توقف دام نحو ثلاث أشهر بسبب جائحة كورونا. كذلك نجحت إدارة نادي الهلال يوم الخميس الموافق 23 يوليو 2020 في إنهاء صفقة انتقال حيث وقّع المهاجم صالح الشهري مع نادي الهلال ولمدة 4 سنوات، وجرت مراسم توقيع عقد بحضور فهد بن نافل رئيس الهلال مساء في مبني الأمير عبد الله بن ناصر بمقر النادي، وكان الشهري قد انضم لصفوف الهلال في فترة انتقالات صيف عام 2019 قادماً من الرائد على سبيل الإعارة لمدة موسم رياضي واحد إلا أن تألقه دفع إدارة بن نافل لشراء عقده. أعلن نادي الهلال برئاسة فهد بن نافل يوم الجمعة 24 يوليو 2020 في تجديد عقد الفرنسي بافيتيمبي غوميز مهاجم الفريق، وليبقى غوميز مع الزعيم حتى نهاية موسم 2022، حيث وقع في حضور فهد بن نافل رئيس النادي لسنتين دون الكشف عن تفاصيل العقد الجديد. أعلنت إدارة نادي الهلال برئاسة الأستاذ فهد بن سعد بن نافل رسمياً عن توقيعها عقدين احترافيين يوم 26 يوليو 2020 مع حارس المرمى “نواف الغامدي” ولاعب خط الوسط” حمد العبدان”، ويمتد عقدي اللاعبان لثلاثة أعوام مقبلة يمثلان بموجبهما صفوف الفريق الأول لكرة القدم، وتمت مراسم التوقيع في مبنى الأمير عبد لله بن ناصر الإداري بمقر النادي بالرياض.
أعلن مجلس إدارة نادي الهلال اليوم الاثنين الموافق 25 أغسطس 2020 عن موافقته على إنهاء عقد المحترف البرازيلي كارلوس ادواردو البالغ من العمر 30 سنة، والذي تبقى فيه ما يقارب 15 يوما تتضمن بقية لقاءات دوري كأس الأمير محمد بن سلمان للمحترفين نظير عدم إمكانية الاستفادة من خدماته في الجولات المقبلة بعد أن اتضحت حاجته لبرنامج علاجي وتأهيلي يمتد لأسبوعين مقبلين، ولمنحه فرصحة الالتحاق بوجهته الجديدة. خلال 5 سنوات، أصبح إدواردو، الهداف التاريخي لأجانب الفريق، حيث سجل 81 هدفًا وصنع 20 آخرين، خلال 155 مباراة رسمية، في مختلف المسابقات المحلية والخارجية انضم إلى نادي الهلال، في صيف 2015، قادمًا من بورتو البرتغالي، في صفقة قدرت قيمتها ب مليوني يورو وتوصل إدواردو، إلى اتفاق نهائي مع شباب الأهلي دبي الإماراتي، للانضمام إليه رسميًا، بعقد لمدة 3 مواسم، وأقام نادي الهلال، بعد نهاية مباراة الفريق الأول لكرة القدم، أمام الفيصلي، في الجولة 27 من مسابقة دوري كأس الأمير محمد بن سلمان للمحترفين حفل وداع سريع لإدواردو، واصطف نجوم الهلال، والجهازان الفني والإداري، وفهد بن نافل، رئيس النادي في ممر شرفي لتوديع إدواردو.
أعلن نادي الهلال أن مجلس الإدارة بالتنسيق مع الشريك الرئيسي والحصري في فئة الملابس والمتاجر الرياضية S-TEAM قرر تمديد استخدام الأطقم الحالية لفرق النادي في جميع المسابقات المحلية ودوري ابطال آسيا في النسخة الحالية، حتى نهاية العام الميلادي الجاري نظرًا للضرر الاقتصادي الذي تسببت به جائحة كورونا.
في 29 أغسطس 2020 تمكن الهلال من حسم مسابقة الدوري لصالحه بعد تغلبه على ضيفه فريق الحزم بنتيجة (4-1)، ضمن مباريات الجولة 28 من دوري كأس الأمير محمد بن سلمان للمحترفين، وبهذا الفوز يرفع الهلال رصيده إلى النقطة 66، بفارق ستة نقاط عن أقرب منافسه له ويسحم اللقب قبل جولتين من نهاية مسابقة دوري كأس الأمير محمد بن سلمان للمحترفين 2019-2020، في أطول موسم رياضي في تاريخ الدوري السعودي للمحترفين امتد إلى 45 أسبوع حيث بدأ في أغسطس 2019 وانتهى بعد عام كامل تقريبا بسبب الظروف الاستثانئية التي أدت لتوقف الدوري قرابة 3 أشهور بسبب جائجة كورونا كوفيد-19 وبذلك يحقق الهلال لقب دوري المحترفين للمرة السادس عشر ويرفع رصيده بطولته رقمياً ك 60 في تاريخه، وبهذا الفوز أصبح الهلال أول ناد سعودي ينجح في تحقيق لقبي دوري أبطال آسيا ودوري كأس الأمير محمد بن سلمان للمحترفين في موسم واحد،
و رابع أبطال «الثنائية» في قارة الآسيوية سبقه أندية آسيوية استطاعت الجمع بين بطولة دوري أبطال آسيا، ببطولة الدوري المحلية، ومنذ أول نسخة جديدة لدوري أبطال آسيا في عام 2003 حيث لم تحققها سوى 3 أندية هي العين الإماراتي وغوانزو إيفرغراندي الصيني وتشونبوك الكوري في عام واحد. حقق الهلال فوزاً مستحقاً على الشباب، يوم الأربعاء 09 سبتمبر 2020 بهدفين لهدف في ديربي الرياض الذي أٌقيم ضمن الجولة الأخيرة من دوري كأس الأمير محمد بن سلمان للمحترفين على ملعب جامعة الملك سعود. ومع نهاية المباراة أصبح لدى الهلال 72 نقطة كرقم قياسي تاريخي لم يبلغه أي فريق من قبل في مسابقة الدوري، أيضا اعلى معدل تهديفي بوصوله لرقم 74 هدافاً. في تاريخ الدوري السعودي لللمحترفين.
أعلن اللاعب المخضرم محمد الشلهوب اعتزاله كرة القدم رسمياً، اليوم الخميس، 10 سبتمبر 2020 بعد مسيرة حافلة بالألقاب والإنجازات مع نادي الهلال والمنتخب السعودي، امتدت ل 21 سنة وودع النجم السعودي الملاعب وعلق حذاءه بعدما قاد فريقه الهلال إلى تحقيق دوري كأس محمد بن سلمان للمحترفين، يوم الأربعاء، وذلك للمرة الـ 16 في تاريخ النادي الأزرق.ونشر اللاعب البالغ «39 عاما» تغريدة عبر حسابه الرسمي على «تويتر»، قال فيها: أحبكم كثيرا، إلى اللقاء، وتضمنت التغريدة فيديو خروجه من أرضية ملعب جامعة الملك سعود بالعاصمة الرياض.ونجح الشلهوب في وضع بصمته عالميا ومحليا وذلك عبر الأرقام القياسية التي سجلها بقميص الهلال والأخضر السعودي، إذ يعد سادس أكثر لاعب تحقيقا للألقاب على مستوى العالم بـ «34 بطولة»، خلف المتصدر البرازيلي داني ألفيس صاحب الـ «41 لقبا»، والإسباني أندريس إنييستا "39"، ثم الأرجنتينيين ليونيل ميسي "37"، وماكسويل "37"، وخامسا المدافع الإسباني جيرارد بيكيه "36". وضعته سادس اللاعبين تتويجاً بالبطولات في القرن الحالي.ويتساوى الشلهوب في المركز السادس مع المصري حسام عاشور والهولندي أريين روبين.إذ حقق لقب الدوري السعودي مع الهلال في ثماني مناسبات، وكأس ولي العهد "11" مرة، بالإضافة إلى لقبي كأس الملك، وكأس السوبر السعودي مرتين، وكأس الاتحاد السعودي ثلاث مرات، إلى جانب لقبي دوري أبطال آسيا، وكأس أبطال الكؤوس الآسيوية، بالإضافة إلى كأس السوبر الآسيوي وكأس المؤسس السعودي، والبطولة العربية للأندية الفائزة بالكؤوس، وكأس السوبر المصري السعودي، ومع المنتخب السعودي فاز بلقب كأس الخليج العربي.
بالعودة إلى مسيرة اللاعب الخلوق والأكثر تحقيقا للألقاب في السعودية، فإنه لم يرتد أي قميص غير نادي الهلال والمنتخب السعودي، إذ التحق ببراعم الهلال في بداية التسعينات وتدرج في المراحل السنية، إلى أن وصل إلى الفريق الأول في منتصف 1998. وعندما بلغ 20 عاما تم ضمه إلى قائمة المنتخب السعودي الأول في عام 2000، وشارك لأول مرة ببطولة كأس آسيا بذات العام، ويمتلك في رصيده 27 هدفا مع الأخضر، أما على مستوى الإنجازات الفردية، تمكن من الفوز بجائزة هداف الدوري السعودي للموسم الرياضي 2009-2010 بـ 12 هدفا، وهو أول لاعب وسط يحقق الجائزة، وفاز أيضا بجائزة أفضل لاعب عربي واعد في 2000. وبخصوص أرقامه في دوري المحترفين السعودي، شارك في 141 مباراة وسجل 32 هدفا وصنع 39 هدفا أيضا، وفي رصيده 67 مواجهة في دوري أبطال آسيا، أحرز فيها 11 هدفا.
وفق بروتوكول صحي وفي ليلة استثنائية، توج الأمير عبد العزيز بن تركي الفيصل وزير الرياضة، بحضور ياسر المسحل رئيس الاتحاد السعودي لكرة القدم، لاعبي الهلال بالكأس «الأغلى» و50 كأسا ذهبية، بعد ظفرهم بلقب دوري كأس محمد بن سلمان للمحترفين في المنصة الرئيسة في ستاد جامعة الملك سعود.
وجاءت ليلة الاحتفال تليق بالبطولة والكأس الغالية وشهدت استعراض ألعاب نارية، مصحوبة بأغان خاصة تم إطلاقها تزامنا مع تتويج الهلال باللقب، حيث دون اللقب رقم 60 «منها 16 دوريا»، خلال مسيرته التي امتدت نحو 63 عاما.
وقدم الهلال موسما استـثنائيا وجمع الذهب والأمجاد في إنجاز غير مسبوق بعد أن حقق أولا كأس دوري أبطال آسيا، وقرنها الآن بلقب الدوري بـ (72 نقطة) بفارق ثماني نقاط عن النصر (64 نقطة)، ورغم عدم وجود الجماهير الزرقاء بسبب الإجراءات الصحية، تفاعل أبطال الأزرق بـ«الكأس الأغلى» التي استغرقت صناعتها أربعة أشهر في إيطاليا بوزن 24 كيلوجراما، وطول 92 سنتيمترا، حيث رقصوا وطربوا وصرخوا في أرض الملعب على «ستيج» خاص يحمل شعار البطولة، زينته ألعاب نارية وست أغان هلالية.
واستعرض الأزرق الكؤوس الـ16 التي حققها في الدوري خلال تاريخه وجاءت في عهد عشرة رؤساء، هم الأمير هذلول بن عبد العزيز، الأمير عبد الله بن ناصر، الأمير عبد الله بن سعد، فواز المسعد، الأمير بندر بن محمد، الأمير سعود بن تركي، الأمير محمد بن فيصل، الأمير عبد الرحمن بن مساعد، الأمير نواف بن سعد، وأخيرا فهد بن نافل.
وتغنى محمد عبده فنان العرب بأغنية «اللهجة الهلالية»، رابح صقر بعنوان «مال النجوم»، الماجد بعنوان «ما ضاع جهد»، والمهندس عنوان «يجيك الدور»، وأصالة نصري «لأنك هلالي»، وسط احتفال هلالي كبير، على ملعب جامعة الملك سعود «محيط الرعب» الذي كتب فصله الأخير بلقب هلالي يضاف إلى الخزائن بعد أن لعب عليه ثلاثة أعوام شهدت تحقيق دوريين، ودوري أبطال آسيا.
أعلن نادي الهلال تلقيه رفضاً رسمياً من الاتحاد الآسيوي لكرة القدم لطلبها تأجيل مباراته التي ستجمعه بنظيره شباب أهلي دبي الإماراتي في تمام الساعة التاسعة من مساء اليوم الأربعاء لحساب الجولة السادسة والأخيرة من منافسات المجموعة الثانية في دوري أبطال آسيا 2020.ونشر الحساب الرسمي للنادي تغريدة عبر موقع «تويتر» قبل قليل قال فيها: «تلقّت إدارة النادي قبل قليل رفضًا من الاتحاد الآسيوي لكرة القدم لطلبها تأجيل مباراة فريق الهلال الأول لكرة القدم التي ستجمعه بنظيره» شباب أهلي دبي الإماراتي«في تمام الساعة التاسعة من مساء اليوم الأربعاء»، ويأتي طلب تأجيل اللقاء كون التشكيلة الأساسية للمباراة لا يتواجد فيها سوى 11 لاعباً؛ ثلاثة منهم حراس مرمى وهم الثلاثي عبد الله المعيوف، وأحمد آل جبيع، عبد الله البيشي (حراسة المرمى)، مدالله العليان، منصور البيشي، هتان باهبري، أمير كردي، أندي كاريلو، جانغ هيون سو، تركي المطيري فيما أوضحت الاختبارات الطبية عدم جاهزية الثنائي سلمان الفرج وحمد العبدان صحياً وبدنياً لخوض المباراة.
على آثر ذلك قرر مراقب المباراة قرر إلغاء المواجهة، لعدم اكتمال القائمة بعدما ضمت قائمته الأساسية والاحتياطية 3 حراس مرمى و8 لاعبين فقط بسبب فيروس كورونا الذي ضرب صفوف الفريق المشارك في دور المجموعات المقام بالدوحة.
وعليه أعلن الاتحاد الآسيوي لكرة القدم، في بيان له عبر موقعه الرسمي، إلغاء جميع مباريات نادي الهلال السعودي في دوري أبطال آسيا هذا الموسم، وعدم احتساب نتائجه وفقا للمادة السادسة من لائحة البطولة. وعبر في بيان عبر موقعه على الإنترنت «أخفق نادي الهلال السعودي في تقديم اللائحة المطلوبة التي تضم 13 لاعبا من أجل خوض المباراة ضمن المجموعة الثانية في دوري أبطال آسيا لمنطقة الغرب، أمام شباب الأهلي دبي الإماراتي، وبالتالي تم اعتباره منسحبا من البطولة».
وأضاف «تم اعتبار جميع مباريات الهلال الذي قدم قائمة تضم 11 لاعبا فقط للمباراة، لاغية وغير محتسبة، وبالتالي فقد تأهل باختاكور الأوزبكي وشباب الأهلي دبي إلى ثمن نهائي البطولة». وأوضح الاتحاد القاري أن قواعد البطولة تسمح بتسجيل 35 لاعبا لكل فريق، لكن الهلال سجل 30 لاعبا فقط وضمت بعثته في الدوحة 27 لاعبا، وأضاف البيان «لدعم الفريق السعودي المتأثر بحالات كوفيد-19 سمح الاتحاد بإضافة حارسي مرمى من أجل استبدال حراس المرمى الذين جاءت نتيجة فحوصاتهم إيجابية لكوفيد-19، وعمل مع الاتحاد القطري لتسهيل وصولهما إلى جانب لاعبين آخرين كانا مسجلين في القائمة الأولية ولم يسافرا مع البعثة بأسرع وقت إلى الدوحة».
أضاف "لا أفهم لم كل هذا الضغط في المباريات ولم يرفضون التأجيل رغم أننا سنخوض النهائي في ديسمبر القادم، مما يعني وجود وقت طويل يسمح بتأجيل المباريات، أندية شرق آسيا لم تبدأ بعد لعب المباريات، ولذا أطلب من الاتحاد أن يتخذ قرارًا عادلًا وأن يُؤجل مباريات ثمن وربع ونصف النهائي، عليهم اتخاذ قرارات استثنائية تناسب تلك الظروف غير عادية"."عليهم مراعاة واحترام الجميع وأن يسمحوا لنا بالدفاع عن لقبنا على أرض الملعب، إن تحدثنا عن اللوائح فنحن بدأنا دور المجموعات باللعب داخل وخارج ملعبنا ثم اضطررنا للقدوم إلى هنا، وتواجدنا 40-50 شخصًا في نفس المكان مما عرض صحة الجميع في الفريق لخطر الإصابة".
"لو كانت الظروف مختلفة لتمكنا من عزل المصابين عن اللاعبين الأصحاء، ما حدث لنا صعب جدًا وبناءً على ذلك الاتحاد الآسيوي مطالب بالتعبير عن احترامه للهلال ويقوم بإعادة جدولة المباريات المتبقية، اليوم لدينا فقط 11 لاعبًا بينهم 3 حراس مرمى، الاتحاد الأوروبي يؤجل المباريات في مثل تلك الحالات وحتى في دوري الأبطال كان هناك أرقامًا واضحة تفرض تأجيل المباريات حال الوصول لها، وكذلك الأمر في بطولة الأمم الأوروبية للمنتخبات".
أصدر نادي الهلال السعودي بيانًا رسميًا للرد على قرار الاتحاد الآسيوي لكرة القدم، باعتبار الفريق الكروي الأول في النادي منسحبًا من بطولة دوري أبطال آسيا، بعد عدم إلغاء مباراته أمام نادي شباب أهلي دبي الإماراتي، في الجولة الختامية من دور المجموعات في البطولة، إثر عدم تمكن «الزعيم» من الاعتماد على 13 لاعبًا على الأقل في قائمة المباراة، بما يخالف لوائح الاتحاد القاري المنظمة للبطولة.
وجاء في بيان الهلال: «يود مجلس إدارة نادي الهلال أن يوضح لجماهير النادي والوسط الرياضي كافة، الظروق التي تمر بها بعثة الفريق التي تخوض منافسات بطولة دوري أبطال آسيا 2020 بنظام التجمع، بعد تفشي حالات الإصابة بفيروس كورونا، وبلوغ عدد الحالات المصابة في البعثة إلى أكثر من 30 حالة ما بين لاعبين وأعضاء أجهزة فنية وإدارية». وأضاف البيان: «أكد مجلس الإدارة في البداية على أن الاستمرار في البطولة رغم هذه الظروف الصعبة جاء بناء على مبدأين، الأول هو السعي الحثيث بكل ما أوتي النادي من قوة نحو الإسهام في رفع راية المملكة العربية السعودية في المحافل الخارجية الرياضية، وترجمة ما يحظى به القطاع الرياضي من دعم واهتمام من القيادة الرشيدة، والمبدأ الآخر تحقيق تطلعات جماهير الهلال بالاستمرار وبذل الجهود المضاعفة لإسعادهم وجعلهم فخورين بفريقهم أيًا كانت الظروف»
وأشار نادي الهلال في بيانه إلى سعي الإدارة للعمل على عدد من المسارات التي من شأنها حفظ حقوق الفريق بالمنافسة، دون الإخلال بالبطولة، وأبرزها تأجيل مباريات الهلال ليوم من أجل كسب المزيد من الوقت لمنح اللاعبين المصابين فرصة للتعافي، أو تأجيل أدوار خروج المغلوب إلى وقت لاحق، مع تفشي فيروس كورونا المستجد «كوفيد 19» على مستوى البطولة ككل، وليس فقط في صفوف الهلال.
وشدد بيان الهلال على تمسك النادي بالتوجه إلى الملعب لخوض مباراة شباب أهلي دبي بصورة طبيعية في الجولة الختامية من دور المجموعات، رغم عدم بلوغ قائمة اللاعبين للنصاب القانوني، حتى لو كلف الأمر اعتبار الفريق خاسرًا، دون استبعاده من البطولة.
تعنت الاتحاد الآسيوي وأكد بيان أن جميع محاولاته للاستمرار في البطولة وجدت معارضة من الاتحاد الآسيوي لكرة القدم، رغم وجود ظروف قاهرة تستدعي المرونة بشكل أكبر في تقدير الموقف، فضلًا عن التباين في تفسير لوائح البطولة.
وكشف البيان أن تغير نظام البطولة بشكل كامل بسبب جائحة كورونا، هو السبب ذاته الذي طالب النادي من أجله بإعادة جدولة مبارياته، نظير عدم اكتمال نصاب اللاعبين لعدد 13 لاعبا بسبب حالات كورونا.
وأشار الاتحاد في بيانه أن القانون المتعلق بوجو 13 لاعبًا في قائمة كل فريق كحد أدنى يخالف بشكل فاضح القانون الأساسي لكرة القدم الصادر من الاتحاد الدولي لكرة القدم، بشأن العدد الأدنى لقائمة اللاعبين في كل مباراة. وأضاف «قانون الفيفا نص على أن المباراة تقام بين فريقين يضم كل منهما 11 لاعبا كحد أقصى، يجب أن يكون أحدهم حارس مرمى، ولا يجوز بدء المباراة أو استمرارها في حال أن أيا من الفريقين تضم قائمته الأساسية أقل من 7 لاعبين».
وكشف بيان إدارة الهلال السعودي أنها ستقدم شكوى رسمية ضد الاتحاد الآسيوي، حيث أوضح: «مجلس الإدارة يدرس رفع مذكرة احتجاج إلى الجهات القضائية؛ وذلك حفظا لحقوق النادي لدى الجهات الرسمية المختصة». ونفت إدارة نادي الهلال في بيانها ما ذكره الاتحاد الآسيوي، بعد اتهامه بتسجيل عدد أقل من المسموح به للمشاركة آسيويا، قائلا «تسجيل عدد أقل من المسموح في نظام البطولة، يأتي نظير اختلاف العدد المعتمد تسجيله في مسابقة دوري كأس الأمير محمد بن سلمان للمحترفين عن العدد المعتمد في نظام البطولة الآسيوية».

## انتخاب مجلس إدارة نادي الهلال
- حددت الهيئة العامة للرياضة البرنامج الزمني لانتخاب رئيس وأعضاء مجلس إدارة نادي الهلال عبر خطاب تلقاه النادي ويحدد آلية الانتخاب والبرنامج الزمني الذي يمتد إلى 13 يومًا ابتداً من يوم 9 من شهر يونيو 2019 إلى يوم الجمعة الموافق 21 يونيو 2019.[50] ويأتي ذلك بعد اعتماد اللائحة الأساسية للأندية الرياضية، الهيئة العامة للرياضة تبلغ الأندية بالبدء في فتح باب الترشح لرئيس وأعضاء مجالس إداراتها بصورة فورية وفق آليات التي حددتها اللائحة الأساسية.[51][52][53] تحديد أدوار الجمعيات العمومية وعضوياتها التي تم اعتمادها بفئتين، الذهبية والعادية، كما تضمنت اللائحة تحديد مهام رئيس مجلس الإدارة وصلاحياته، إلى جانب صلاحيات الرئيس التنفيذي الذي تم استحداثه كمنصب جديد ضمن تشكيل مجالس الأندية، بالإضافة إلى وضع مهام واضحة لأعضاء مجالس الإدارات التي تم تحديدها من خمسة إلى تسعة أعضاء بما فيهم رئيس مجلس الإدارة. وكشفت أيضاً من خلال اللائحة الجديدة للأندية الرياضية عن شروط الترشح لرئاسة النادي وعضويته.

|                                                              | فتح باب الترشيح لرئاسة وعضوية المجلس وقيد الناخبين | 09 يونيو 2019 | 11 يونيو 2019 |
|                                                              | فحص وإعلان القائمة الأولية للمرشحين والناخبين      | 12 يونيو 2019 | 13 يونيو 2019 |
|                                                              | الطعن ضد القائمة الأولية للمرشحين والناخبين        | 14 يونيو 2019 | 14 يونيو 2019 |
|                                                              | النظر في الطعون المقدمة                            | 15 يونيو 2019 | 16 يونيو 2019 |
|                                                              | فحص وإعلان القائمة النهائية للمرشحين والناخبين     | 17 يونيو 2019 | 17 يونيو 2019 |
|                                                              | موعد الاقتراع وعقد الجمعية والعمومية               | 18 يونيو 2019 | 18 يونيو 2019 |
|                                                              | الطعن ضد إجراءات عقد الجمعية العمومية              | 19 يونيو 2019 | 19 يونيو 2019 |
|                                                              | النظر في الطعون ضد إجراءات عقد الجمعية العمومية    | 20 يونيو 2019 | 21 يونيو 2019 |
| اعتماد مجلس الإدارة من رئيس مجلس إدارة الهيئة العامة للرياضة |                                                    |               |               |
| مصدر: مركز الأمير فهد بن سلمان الاعلامي                      |                                                    |               |               |

### قائمة المرشحين
| #                  | أسم المرشح                                     | الخلفية | قائمة المرشح | أعضاء الجمعية العمومية المقيدين                                                                                  | التصويت    | النتيجة    | المراجع              |
| ------------------ | ---------------------------------------------- | --- | --- | --- | ---------- | ---------- | -------------------- |
| 1                  | المرشح الأول فهد بن سعد بن نافل العتيبي        | يحمل شهادة بكالوريس في تخصص إدارة وريادة الأعمال من جامعة ميامي بالولايات المتحدة الأمريكية شغل عدة مناصب قيادية ، منها مساعد تنفيذي أول لسمو الأمير الوليد بن طلال، ومنصب المدير التنفيذي لتطوير الأعمال في شركة المملكة القابضة منذ 2018. | " أعضاء مجلس إدارة " · سلطان بن حسن بن سعد بن سعيد · سلمان بن أحمد بن صالح التويجري · سليمان بن ناصر جبران الهتلان · فيصل بن عبد المحسن محمد الغشيان · فهد بن عبدالله عبدالعزيز المفرج | قائمة أعضاء الجمعية العمومية ضمت "35 شخصية" الذين يحق لهم الحضور والتصويت حملة العضوية الذهبية والعضوية العادية. | 15061 صوتاً | Yes        | [ 56 ] [ 57 ] [ 58 ] |
| 2                  | المرشح الثاني موسى بن عبدالعزيز عبدالله الموسى | رجل أعمال، عضو شرف نادي الهلال، وعضو مجلس إدارة الشركة السعودية لأنابيب الصلب | " أعضاء مجلس إدارة " · مشاري بن فواز زيد المسعد · يعقوب بن يوسف محمد المطير · عبد الله بن عبد الرحمن محمد بن سعيد · فيصل بن عبد الرحمن بن سعد بن سعيد · فيصل بن سالم فيصل أبو اثنين    | قائمة أعضاء الجمعية العمومية ضمت "35 شخصية" الذين يحق لهم الحضور والتصويت حملة العضوية الذهبية والعضوية العادية. | 612 صوتاً   | No         | [ 59 ] [ 60 ] [ 61 ] |
| إجمالي عدد الأصوات | إجمالي عدد الأصوات                             | إجمالي عدد الأصوات | إجمالي عدد الأصوات | إجمالي عدد الأصوات                                                                                               | 17548 صوتاَ | 17548 صوتاَ | 17548 صوتاَ           |

تشير علامة «» في القائمة أدناه إلى «أعضاء الجمعية العمومية» حاملي «العضوية الذهبية»
المقيدين ويحق لهم الحضور والتصويت في الانتخابات وفقاً اللائحة الأساسية للأندية الرياضية:
- بالاستناد إلى اللائحة الأساسية للأندية الرياضية الجديدة، المعتمدة من قبل الأمير عبد العزيز بن تركي الفيصل، رئيس الهيئة العامة للرياضة السعودية، تضمنت تحديد أدوار الجمعيات العمومية وعضويتها، والتي تم اعتمادها بفئتين: إحداهما ذهبية والأخرى عادية.
- العضوية الذهبية كل عضو يقيد في سجلات النادي يقدم دعماً سنويا بمبلـغ لا يقـل عن (100.000) مائة ألف ريال ويجـوز للجمعية العمومية للنادي ـ بعد موافقة الهيئة ـ زيادة الحد الأدنى للدعم المالي السنوي الكتساب العضوية الذهبية إلى (500,000) خمسمائة ألف ريال.

 •   الأمير الوليد بن طلال بن عبد العزيز آل سعود  •   فهد بن أحمد الراشد  •   عبد الله بن إبراهيم محمد العمري  •   عبد العزيز بن فهد بن إبراهيم بن مقبل  •   الأمير فواز بن سلطان عبد العزيز آل سعود  •   بدر بن عبد الله بن حمد الحماد  •   عبد العزيز بن موسى عبد العزيز الموسى 
  •   حمد بن حمود حمد الحماد  •   موسى بن عبد العزيز عبد الله الموسى  •   مشاري بن فواز زيد المسعد  •   يعقوب بن يوسف محمد المطير  •   عبد الله بن عبد الرحمن محمد بن سعيد  •   فيصل بن عبد الرحمن بن سعد بن سعيد  •   فيصل بن سالم فيصل أبو اثنين  •   الأمير خالد بن طلال بن عبد العزيز آل سعود 
  •   عبد العزيز بن صالح الراجحي (حاملة عضوية الذهبية انظم لعضوية النادي من 26 أكتوبر 2019)
- العضوية العادية كل عضو يقيد في سجلات النادي يدفع اشتراكاً سنويا للنادي الرياضي بمبلغ (1000) ألف ريال، ومبلغ (500) خمسـمائة ريال لنادي الصم والحتياجات الخاصة.

 •  عادل بن إبراهيم عبد العزيز البدر  •  عبد العزيز بن محمد عبد العزيز بن شهيوين  •  عبد المحسن بن منير نوار النمر  •  أسامة بن أحمد محمد بغدادي  •  بندر بن فهد إبراهيم مقبل  •  عبد الله بن عبد العزيز إبراهيم الجربوع  •  فهد بن سعد بن نافل العتيبي  •  سلمان بن أحمد صالح التويجري  •  سليمان بن ناصر جبران الهتلان 
  •  سلطان بن حسن سعد بن سعيد  •  فيصل بن عبد المحسن محمد غشيان  •  سعود بن عبد الله محمد الغرير  •  سلطان بن عبد الرحمن عبد الله النويصر  •  فهد بن عبد الرحمن رشيد العوين  •  صالح بن سعد صالح الصويان  •  عبد العزيز بن صالح عبد العزيز العمير  •  عبد المجيد بن إبراهيم عبد الله الحمودي  •  عبد الإله بن سعد حمد المقرن 
  •  عبد الله بن عبد العزيز عبد الله الحميدين  •  فهد بن عبدالله عبدالعزيز المفرج
ملاحظة الطعن  :
- قدمت قائمة المرشح لرئاسة الهلال موسى الموسى في 14 يونيو 2019 طعنًا ضد «سليمان بن ناصر جبران الهتلان» عضو المجلس الإدارة المرشح ضمن القائمة الأولية للمرشح لمجلس الإدارة في قائمة فهد بن نافل، لكونه أمين صندوق حالياً بإدارة الرئيس المكلف الأستاذ عبد الله الجربوع ومطلّع على الإيداعات ولوجود تضارب مصالح ولعدم تكافؤ الفرص بين الجانبين، أعلنت الهيئة العامة للرياضية، اليوم الإثنين، الموافق 17 يونيو 2019 رفض الطعن المقدم من قائمة المرشح لرئاسة الهلال، موسى الموسى، على سليمان الهتلان، المرشح لمجلس الإدارة في قائمة بن نافل . واعتمد الهيئة العامة الرياضية، القوائم النهائية لمرشحي مجلس إدارة نادي الهلال.[64]

ملاحظة الانتخابات :
- يكون انعقاد الجمعية العمومية صحيحاً إذا حضره عدد مـن الأعضاء تتجاوز القوة التصويتية لهم ما نسبته (50%) مـن إجمالي عدد الأصوات الكلي (50% +1).
- أعلنت اللجنة العامة الانتخابات الأندية الرياضية في 18 يونيو 2019 بدء الجمعية العمومية لانتخاب رئيس وأعضاء نادي الهلال وبلغ اجمالي عدد الأصوات لأعضاء الجمعية العمومية 17548 صوت، الأصوات الحاضرة منها وقت انعقاد الجمعية العمومية 15746 صوت نسبة حضور الأعضاء الحضور:89.73 %
- يتم التصويت على قائمة المرشحين من جميع أعضاء الجمعية العمومية على أساس احتساب صوت واحد لكل (1000) ألف ريال، واحتساب صوت واحد لكل (500) خمسمائة ريال فـي أندية الصم والاحتياجات الخاصة.
- شهد اجتماع الجمعية العمومية لانتخاب رئيس وأعضاء مجلس إدارة الهلال يوم الثلاثاء بتاريخ 18 يونيو 2019 حضور المرشحين فهد بن نافل وموسى الموسى وأعضاء مجلس الإدارتين المرشحتين في مقر نادي الهلال وبحضور ممثلي لجنة الانتخابات من قبل هيئة الرياضة، أعضاء الجمعية العمومية من خلال حضور 28 عضواً من أعضاء الجمعية العمومية المقيد (منهم ممثل الحاضر عن الأمير الوليد بن طلال) من أصل 35 الذين سددوا قيمة العضوية الذهبية والعادية، شهدت غياب 7 أعضاء، بدأت عملية الانتخابية بدعوة كل عضو للتصويت في الصندوق المخصص بذلك، وتم تصويت 25 عضواً فيما امتناع ثلاثة أعضاء وهم المهندس عبد الله الجربوع وسليمان الهتلان وعبد الإله المقرن عن التصويت، وصل فهد بن نافل لرئاسة نادي الهلال بعد فوزه باكتساح على منافسه المرشح موسى الموسى، ويصبح بذلك الرئيس الثامن والعشرين في تاريخ النادي، بعد أن تم انتخابه لرئاسة لمجلس الإدارة لمدة أربع أعوام مقبلة.[65][66]

اعتماد مجلس الإدارة :
- اعتمد صاحب السمو الملكي الأمير عبد العزيز بن تركي رئيس مجلس إدارة الهيئة العامة للرياضة، رئيس اللجنة الأولمبية العربية السعودية اليوم الثلاثاء 25 يونيو 2019 تشكيل مجلس إدارة نادي الهلال برئاسة الأستاذ فهد بن سعد نافل العتيبي وذلك بعد انتخابه في الجمعية العمودية في مقر النادي يوم 18 يونيو 2019 ولمدة 4 سنوات وجاء قائمة مجلس الإدارة المعتمدة بعضوية كلا من سلطان بن حسن بن سعيد، سليمان بن ناصر الهتلان، فيصل بن عبد المحسن الغشيان، سلمان بن أحمد التويجري، فهد بن عبد الله المفرج.[67]

### مجلس إدارة النادي والموظفين
| مجلس إدارة النادي | مجلس إدارة النادي |
| --- | --- |
| \| رئيس مجلس الإدارة \| فهد بن سعد بن نافل العتيبي \| \| ----------------------------- \| ------------------------------------------------------------------------------------------------------------------------------------------------------- \| \| نائب رئيس مجلس الإدارة \| (لايوجد شخص معين على هذا المنصب) \| \| أعضاء مجلس الإدارة \| سلطان بن حسن بن سعد بن سعيد سلمان بن أحمد بن صالح التويجري سليمان بن ناصر جبران الهتلان فيصل بن عبد المحسن محمد غشيان فهد بن عبد الله عبد العزيز المفرج \| \| الرئيس التنفيذي \| عبد الله بن عبد العزيز إبراهيم الجربوع \| \| الأمين عام \| فيصل بن عبد المحسن محمد غشيان \| \| المدير المالي \| سليمان بن ناصر جبران الهتلان \| \| مدير الكرة الإداري \| سعود بن علي كريري[68] \| \| المدير الفني \| رازفان لوشيسكو \| \| مدير الإدارة الطبية \| مبارك المطوع \| \| مدير الاحتراف \| تركي المسند (حتى تقديم استقالته في 27 يوليو 2021)[69] \| \| مدير إدارة الاستثمار والتسويق \| سلطان آل الشيخ (حتى تأسيس شركة نادي الهلال الاستثمارية) \| \| مدير المركز الاعلامي \| هشام بن محمد الكثيري \| | |
| رئيس مجلس الإدارة | فهد بن سعد بن نافل العتيبي |
| نائب رئيس مجلس الإدارة | (لايوجد شخص معين على هذا المنصب) |
| أعضاء مجلس الإدارة | سلطان بن حسن بن سعد بن سعيد سلمان بن أحمد بن صالح التويجري سليمان بن ناصر جبران الهتلان فيصل بن عبد المحسن محمد غشيان فهد بن عبد الله عبد العزيز المفرج |
| الرئيس التنفيذي | عبد الله بن عبد العزيز إبراهيم الجربوع |
| الأمين عام | فيصل بن عبد المحسن محمد غشيان |
| المدير المالي | سليمان بن ناصر جبران الهتلان |
| مدير الكرة الإداري | سعود بن علي كريري |
| المدير الفني | رازفان لوشيسكو |
| مدير الإدارة الطبية | مبارك المطوع |
| مدير الاحتراف | تركي المسند (حتى تقديم استقالته في 27 يوليو 2021) |
| مدير إدارة الاستثمار والتسويق | سلطان آل الشيخ (حتى تأسيس شركة نادي الهلال الاستثمارية)                                                                                                 |
| مدير المركز الاعلامي | هشام بن محمد الكثيري |

- أعلن حساب النادي الهلال الرسمي عبر موقع التواصل “تويتر”، في أول اجتماع له منذ انتخابه مؤخراً، واعتماد تشكيله بشكل رسمي من رئيس الهيئة العامة للرياضة، ونتج عند عدة قرارات تعيين عبد الله الجربوع رئيساً تنفيذيا للنادي، وفيصل الغشيان أمينا عاماً، وسلمان الهتلان مديراً مالياً. وبحث الاجتماع الأول لمجلس الإدارة المنتخب عدد من الملفات أهمها ملف الفريق الأول لكرة القدم وتحضيراته للموسم الجديد، والاستثمار والاستراتيجية التي سيتبعها المجلس خلال الفترة المقبلة تحقيقاً لتطلعات جماهير النادي.[70]

## الروماني رازفان لوشيسكو
خطّ مدرب الروماني رازفان لوشيسكو اسمه بأحرف من ذهب في تاريخ رياضة كرة القدم السعودية وتاريخ نادي الهلال في أول موسم تدريبي له مع نادي الهلال، عندما أصبح أول مدرب يستطيع الجمع بين بطولة دوري أبطال آسيا وبطولة الدوري السعودي للمحترفين في موسم واحد، ويمنح الزعيم بطولتين في موسم رياضي طويل امتد إلى 12 شهراً ، يعتبر رازفان لوشيسكو صاحب 51 سنة، مدير الجهاز الفني لنادي الهلال أحد أهم عناصر النجاح في موسم استثنائي في تاريخ الدوري السعودي للمحترفين تمكن من تقديم فريق حاضر ذهنياً وبأداء فني وتكتيكي متوازن مقنع لجمهوره وكل عشاق المتعة ، واثبت في مجال لا يدعو للشك بأن الهلال سفير الأندية السعودية في المحافل الخارجية، ومصدر للفرح والإلهام والفخر للجميع، تمكن خلالها وفي منتصف الموسم من تحقيق البطولة الآسيوية وإعادة الكأس الغائبة عن خزائن الأزرق منذ 19 سنة، ويسير على خطى مواطنه أنجل يوردانيسكو الذي قاد الهلال لحصد لقب دوري أبطال آسيا 2000 (بنظامها القديم). بخطى ثابته تمكن من تحقيق إنجازًا جديدًا رفقة الهلال، وأثبت قوته وقدراته الفنية الكبيرة، عندما حقق لقبه الأول منذ قيادته للزعيم، ثم المشاركة العالمية لأول مرة في تاريخ النادي في انجاز تاريخي كبير وتحقيق المركز الرابع ، لم تطل الأيام حتى وقف رزفان والجهاز الفني والإداري نجوم الهلال وإدارة نادي الهلال متمثله في رئيسها الشاب على أعتاب المجد، بتحقيق أهم البطولات المحلية (بطولة الدوري) بطولة كأس دوري الأمير محمد بن سلمان للمحترفين وهي البطولة رقم 60 في تاريخ الممتد في عمر النادي 63 عاماً، في أقوى المنافسات الكروية وأطولها على الإطلاق والتي استمرت لأكثر من 13 شهراً وحفر اسمه بقوة كواحد من أفضل مدربي الهلال على مر العصور. كأول مدرب وفريق سعودي يحقق الثنائية ، كذلك أصبح الروماني رازفان لوتشيسكو ثامن مدير فني يبدأ الموسم مع الفريق العاصمي وينهيه بالحصول على بطولة الدوري، منضماً إلى 7 مدربين سبقوه فازوا بالمسابقة، فيما كانت نصف تتويجات الهلال باللقب تحت إشراف مدربين حضروا في نصف الموسم، أو مكلفين في أواخره.
يمكن وبدون مبالغة وصف هذا الموسم كالحلم ، وواحدة من أفضل الفترات التي مرت بتاريخ الهلال.. نجوم لا تستطيع أن تستثني منهم أحدًا؛ فالجميع الأجانب واللاعبين المحليين كان أدائهم عالي وبشكل رائع، قاد الروماني الفريق الأزرق لتحقيق الفوز في 33 لقاء، مع 7 تعادلات و 6 خسائر فقط،
وفي تصريحات صحفية أعرب الروماني رازفان لوشيسكو مدرب نادي الهلال، عن فخره بتحقيق لقب دوري كأس الأمير محمد بن سلمان للمحترفين ودوري أبطال آسيا هذا الموسم، رغم الظروف الاستثنائية التي فرضها تفشي فيروس كورونا المستجد قائلا:

### الجهاز الفني
أعلن مجلس إدارة نادي الهلال السعودي، عن الطاقم المساعد للمدير الفني للفريق الروماني رازفان لوشيسكو.ونشر الحساب الرسمي لنادي الهلال، على موقع تويتر، مقطع فيه قام فيه الجهاز المعاون للمدير الفني الروماني، بتقديم أنفسهم للجمهور، وكانوا على النحو التالي: كريستيانو باتشي إيطالي الجنسية مساعد مدرب، ومعه مواطنه دييجو لونجو مساعد للمدرب، وكونتسانتينيديس بانتيليس يوناني الجنسية مساعد للمدرب بينما يشغل الإيطالي ماتيو سباتافورا مهمة مدرب لياقة، ومعه اليوناني جيورجيوس تسوناكاس مدرب لياقة وإعادة تأهيل.
بينما البرتغالي جوزيه موريرا سيكون مدرب حراس المرمى، واليوناني كيرياكوس تسيتيريديس، محلل تقني.
ويقيم الهلال، معسكراً تحضيرياً للموسم الجديد، في النمسا يتخلله بعض المباريات الودية، من أجل الاستعداد لاستئناف دوري أبطال آسيا الشهر القادم أمام الهلال، وانطلاق الدوري السعودي في شهر سبتمبر.

### طاقم التدريب
| طاقم التدريب والجهاز الفني المساعد | طاقم التدريب والجهاز الفني المساعد                                                                  |
| --- | --------------------------------------------------------------------------------------------------- |
| \| المدير الفني \| رازفان لوشيسكو[81] \| \| --------------------------- \| --------------------------------------------------------------------------------------------------------------- \| \| مساعد مدرب \| كريستيانو باتشي[82] \| \| مساعد مدرب \| دييغو لونغو[83] (بإنهاء التعاقد مع لونغو تم التعاقد مع جيانباولو كاستورينا بديل عنه) جانباولو كاستورينا[84][85] \| \| مساعد مدرب \| كونتسانتينيديس بانتيليس \| \| مدرب لياقة \| ماتيو سباتافورا[86] \| \| مدرب اللياقة وإعادة التأهيل \| جيورجيوس تسوناكاس[87] \| \| أخصائي العلاج الطبيعي \| مارسيلو فيريرا غارسيا \| \| مدرب تطوير المهارات \| بوستولوس بابافاسيليو (تم الاستغناء عن بابافاسيليو بقرار من المدرب رزفان) \| \| محلل تقني \| كيرياكوس تسيتيريديس \| \| مدرب حراس المرمى \| خوسيه موريرا \| \| طبيب الفريق \| خوان ديفيد بينيا دوكي[88] \| | |
| المدير الفني | رازفان لوشيسكو                                                                                      |
| مساعد مدرب | كريستيانو باتشي                                                                                     |
| مساعد مدرب | دييغو لونغو (بإنهاء التعاقد مع لونغو تم التعاقد مع جيانباولو كاستورينا بديل عنه) جانباولو كاستورينا |
| مساعد مدرب | كونتسانتينيديس بانتيليس                                                                             |
| مدرب لياقة | ماتيو سباتافورا                                                                                     |
| مدرب اللياقة وإعادة التأهيل | جيورجيوس تسوناكاس                                                                                   |
| أخصائي العلاج الطبيعي | مارسيلو فيريرا غارسيا                                                                               |
| مدرب تطوير المهارات | بوستولوس بابافاسيليو (تم الاستغناء عن بابافاسيليو بقرار من المدرب رزفان)                            |
| محلل تقني | كيرياكوس تسيتيريديس                                                                                 |
| مدرب حراس المرمى | خوسيه موريرا                                                                                        |
| طبيب الفريق | خوان ديفيد بينيا دوكي                                                                               |

## وداع ملعب الجامعة
بانتهاء الجولة الختامية في مسيرة نادي الهلال في مسابقة دوري الأمير محمد بن سلمان للمحترفين ضد نادي الشباب، يوم 09 سبتمبر 2020، آخر مباراة يخوضها نادي الهلال على ملعب جامعة الملك سعود «محيط الرعب» في الرياض، بإنتهاء تعاقد أزرق العاصمة عن طريق شركة صلة مع إدارة ملعب جامعة الملك سعود بحلول يوم 24 سبتمبر 2020، بالرغم من تبقي مباراة للهلال في دوري أبطال آسيا قبل هذا التاريخ ويعود ذلك للتوجه الاتحاد الاسيوية استئناف مرحلة المقبلة من دوري أبطال آسيا 2020 في صورة بطولة مجمعة منتصف شهر سبتمبر في الدوحة لاستكمال المباريات المتبقة ، مما يعني أن الزعيم سيترك الملعب الذي حمل له الكثير من المفاجآت السارة بعد 3 سنوات من استئجاره، تزامنت مع تحقيقه لقب دوري كأس محمد بن سلمان للمحترفين في نسختها الاستثنائية الثانية بعد علاقة امتدت 1065 يوما.
عندما أعلن نادي الهلال في وقت سابق وبالتحديد في التاسع من شهر (أكتوبر) 2017 أن ملعب الجامعة سيكون الملعب الرئيس للنادي في جميع المسابقات، وأقيمت أول مباراة في الملعب بين الهلال والعين الإماراتي ضمن دور المجموعات من دوري أبطال آسيا في 13 من (فبراير) 2018 وانتهت بالتعادل السلبي، فيما دون الفنزويلي جيلمين ريفاس اسمه كأول مسجل عليه في شباك الفيصلي ضمن منافسات الدوري السعودي للمحترفين في الجولة 23. وحقق الهلال على ملعب الجامعة لقب الدوري السعودي للمحترفين «مرتين» الحالي وموسم 2017 / 2018، ولقب دوري أبطال آسيا 2019 فيما خسر على أرضه لقب كأس السوبر السعودي المصري في المباراة النهائية أمام الزمالك المصري 2 / 3. وشهد ملعب الجامعة استضافة حفل اعتزال ياسر القحطاني، أحد نجوم الهلال في الأول من (ديسمبر) 2019، بمشاركة عدد من نجوم الكرة العالمية مع فريق أصدقاء ياسر القحطاني ضد الهلال، وانتهى اللقاء بفوز الهلال 5 / 4.

## اغاني ” روتانا ” احتفالاً بتتويج الهلال
قامت شركات الإنتاج ” روتانا ” بإنتاج 6 أعمال فنية، إحتفالاً بنادي الهلال السعودي، وذلك بمناسبة حصولة على لقب دوري الأمير محمد بن سلمان، وحصوله قبلها على لقب دوري أبطال آسيا 2019 والتي نشرها تزامناً مع مراسم التتويج والتي اقيمت مساء اليوم الأربعاء 09 سبتمبر 2020، إشراف وألحان الموسيقار الشهير بلقب ” سهم ” الأمير “أحمد بن سلطان ، بمشاركة ابرز نجوم الغناء في الوطن العربي غناء فنان العرب محمد عبده والفنانه أصالة بأغنية "لأنك هلالي" والفنان ماجد المهندس بأغنية "يجيك الدور" والفنان راشد الماجد قدم أغنية "ماضاع جهد" وأغنية "مال النجوم" غناء الفنان رابح صقر، وختامها "أنا الهلال" غناء سهم كما دعت ” روتانا ” عبر حسابها في مواقع التواصل الاجتماعي الجماهير إحتفلوا معانا اليوم بتتويج الزعيم الهلالي بدوري الأمير محمد بن سلمان".
| أغنية مال النجوم – رابح صقر | أغنية أنا الهلال – سهم | أغنية لأنك هلالي – أصالة نصري | أغنية باللهجة الهلالية – محمد عبده | أغنية يجيك الدور – ماجد المهندس | أغنية ما ضاع جهد – راشد الماجد |  |
| مال النجوم إلا الفخر تحت السما فوق السحاب وقدر السحايب والثرى تمطر ولا يرقالها وماللزعامه غير من تحسب له الدنيا حساب تبقى الزعامه عاليه ولا لها إلا هلالها أزرق سما .. أزرق بحر .. في قلوبنا ودى وجاب كم جابها وودى الخصم في حالٍة يرثالها يروي جماهيره فعل وأفعال غيره من سراب لا استصعبوها وأبعدت الموج الأزرق طالها صعبه عليكم ولا أنا ربي خلقني للصعاب كم من كؤوٍس نادره كف الهلالي شالها وجه الهلالي تعرفه من ضحكته قبل الجواب نعم هلالي وأفتخر من قده إللي قاله | أنا العناد أنا الطموح أنا الامل أنا الغريب أنا المريب أنا الجدال أنا القوي أنا الزعيم أنا البطل انا الوقوف رغم الظروف أنا الهلال من قال لك أبغى تجيني بالسهل أنا أحب الكايده ياهل الوصال كل المصاعب خاضعه موهي عدل بس اعذروني بالذهب ماعطي مجال أنا الكلام وقت الخصام بعد وقبل أنا الحضور أنا الظهور أنا القتال أنا الدروس دم الظروس قول وفعل أنا الأهم أنا العلم فوق الجبال أنا الذي لا من بغى حاجه وصل قد شفت لك أحد بغى مثلي وطال أنا الذي بعيون عشاقي كحل وأنا اللي سماني الملك نادي الهلال | لأنك هلالي هامتك في السما فوق وتكتب على هذا الزمان الهلالي وتسابق الأمجاد وما كنت مسبوق مكانك القمة وروس المعالي ميدانك الملعب وفغيره ما تلعب قل الحكي فعلك والمجد يشهد لك لأنك هلالي دايما سّيد الناس وتهّيب الأنداد صيت وزعامه ولامن طرا لك تلحق الكاس بالكاس تطول وغيرك ضايعٍ في الملامه ميدانك الملعب …. وفغيره ما تلعب قل الحكي فعلك …. والمجد يشهد لك لأنك هلالي جامعٍ كل الألقاب ومنافٍس نفسك من أول وتالي يشيب فيك المجد والعز ماشاب أنت الزعيم العالمي الهلالي | كل ماقالوا نبي نسمع لغة أرقام يا هلالي آسيا تتكلم سعودي وباللهجة الهلالية وتشهد إنّك أنت شيخ أبطالها من أول وتالي وتهدي إنجازك لجمهورك وكل أهل السعودية نادي القرن .. الزعيم .. المستديم الماضي الحالي ماتعّود يهدي بلاده هدّية حب عادية مملكتنا من كريم عيالها تستاهل الغالي وأنت تستاهل تمثلها بالروح البطولية فز وقل يا كاتب التاريخ وّصلها لعذّالي هالجوايز جبتها بعزوم شجعان شقردّية خابرين إنّي الزعيم ودوم فعلي يسبق أقوالي وعاذرين اللي من أسم هلالهم عنده حساسّية إحتفل بالفوز وإقهر فيه حّسادك ولا تبالي واستمر وحقق ألقاب محلية ودولية ما عليك إلا تفوز وترفع الكيسان بالعالي وآسيا تتكلم سعودي وباللهجة الهلالي | يا سيد الجمهور في شرعنا دستور يا انت هلالي او بكره يجيك الدور كثر المطر حنا كنّاولا ِزّلنا لا رفرف أزرقنا يحجب شعاع النور حنّا زعيم الأرض حزناها طول بعرض من عانده يمرض ماهو بترى معذور تبغاها دوري وكاس ولا عزيمه وباس ناظر عيون الناس الأزرق بها محفور في برج عالي عاج لابس هلالك تاج بس البلا لا هاج هاجت وراه بحور عشق الذهب فينا كنّه ينادينا ولعيون نادينا أمر الذهب ميسور انجيبه انجيبه انجيبه الهيبه بالغصب بالطيبه صف الذهب بالدور ليل وذهب وهلال في حضرة الأبطال ورجال خلف رجال نفخر بها الجمهور بكره يجيك الدور | ماضاع جهد يرتكي له على رجال ولا خاب ظن اللي يحب الزعامه دامك هلالي وعشقك الأول هلال انت الفخر كله وإنسى الملامه والله ما ضقنا ولا ينشغل بال على الزعيم ونفتخر في هيامه ياللي لك الإنجاز وبالعز يختال فوق النجوم اللي تعلا الغمامه لا واصل مجدك ولا يوم ينطال وبشر محبينك بطول السلامه أنت الهلال ولا ذكرناك يا هلال أنت زعيم القرن وهذي الزعامة |  |

### قائمة الأغاني
فيما يلي قائمة أغنيات مصاحبة لتتويج نادي الهلال مشاركة شركة روتانا شملت 6 أعمال فنية إحتفالاً بـ «الزعيم الهلالي»
| #  | عنوان             | كلمات                         | أداء         | المدة |
| -- | ----------------- | ----------------------------- | ------------ | ----- |
| 1. | "اللهجة الهلالية" | فيصل السديري                  | محمد عبده    | 4:36  |
| 2. | "لأنك هلالي"      | سعود بن محمد العبدالله الفيصل | أصالة نصري   | 4:46  |
| 3. | "ماضاع جهد"       | سعود بن محمد العبدالله الفيصل | راشد الماجد  | 5:17  |
| 4. | "مال النجوم"      | فهد المساعد                   | رابح صقر     | 4:56  |
| 5. | "يجيك الدور"      | قوس                           | ماجد المهندس | 4:15  |
| 6. | "أنا الهلال"      | ود                            | سهم          | 4:19  |

## أطقم الموسم

### طقم الفريق الأول
| الطقم الاساسي | الطقم الثاني | طقم حارس مرمى | طقم حارس مرمى | طقم حارس مرمى |  |

### الاستثمار والتسويق
| الملعب                 | تصميم القميص | شركات رعاية ومعلنة على القميص                                                                  | رعايات آخرى                      |
| ---------------------- | ------------ | ---------------------------------------------------------------------------------------------- | -------------------------------- |
| استاد جامعة الملك سعود | شركة إس تيم  | شركة إعمار القابضة، التعاونية للتأمين ، شركة إس تيم، فلاي إن ، شركة "جاهز" لتوصيل ، شماغ سيار؛ | المملكة القابضة ، وكالة XELEMENT |

- 1 على صدر القميص. 2 على الجزء الخلفي من القميص. 3 على الأكمام اليمنى من القميص.
- الرعاية الأخرى تشمل رعايات إستراتيجية تقنية تقديم خدمات مقابل إعلان النادي بشكل رسمي استقبال هذه الخدمة.

## إنتقالات الموسم

### فترة الإنتقالات الصيفية
- اعتمدت لجنة الاحتراف بالاتحاد السعودي لكرة القدم وأوضاع اللاعبين بداية فترة تسجيل اللاعبين الأولى (الصيفية) يوم الأربعاء 12 يونيو 2019 وتستمر حتى يوم السبت 31 أغسطس 2019.[96] وتبدأ فترة تسجيل اللاعبين الثانية (الشتوية) يوم الأربعاء 1 يناير 2020 وتستمر حتى يوم الجمعة 31 يناير 2020 .[97]

#### انتقال إلى الهلال
| تاريخ الإنتقال | المركز | الرقم. | اللاعب         | انتقال من نادي       | تكلفة                | ملاحظات                           | المصدر  |
| -------------- | ------ | ------ | -------------- | -------------------- | -------------------- | --------------------------------- | ------- |
| 03 فبراير 2018 | DF     |        | متعب المفرج    | نادي التعاون السعودي |                      | عودة من فترة إعارة.               |         |
| 13 يوليو 2019  | DF     | 20     | جانغ هيون سو   |                      |                      | صفقة انتقال عقد لمدة ثلاث سنوات.  |         |
| 13 يوليو 2019  | MF     | 19     | أندريه كاريو   | نادي بنفيكا          | 5000000000000000000♠ | صفقة انتقال لعقد مدته أربع سنوات. | [ 98 ]  |
| 20 أغسطس 2019  | DF     | 22     | أمير كردي      | نادي بانيونيوس       | 5000000000000000000♠ |                                   | [ 99 ]  |
| 20 أغسطس 2019  | FW     | 11     | صالح الشهري    | نادي الرائد          |                      | صفقة إعارة لموسم واحد.            | [ 100 ] |
| 31 أغسطس 2019  | DM     | 6      | غوستافو كويلار | نادي فلامنغو         |                      | صفقة انتقال لعقد مدته أربع سنوات. | [ 101 ] |

#### انتقال من الهلال
| تاريخ الإنتقال | المركز | الرقم. | اللاعب            | انتقال من نادي           | تكلفة                | ملاحظات                  | المصدر  |
| -------------- | ------ | ------ | ----------------- | ------------------------ | -------------------- | ------------------------ | ------- |
| 13 يونيو 2019  | DM     | 22     | مهند فلاته        |                          |                      | صفقة انتقال لمدة موسمين. | [ 102 ] |
| 18 يونيو 2019  | LM     | 21     | ماجد النجراني     | نادي الاتفاق السعودي     |                      | صفقة انتقال.             | [ 103 ] |
| 20 يونيو 2019  | RW     | 22     | إيزيكيل سيروتي    |                          |                      | مخالصة مالية             |         |
| 30 يونيو 2019  | DM     | 6      | عبد الملك الخيبري |                          |                      | انتهاء العقد             |         |
| 02 يوليو 2019  | GK     |        | مروان الحيدري     | نادي الشباب              | 5000000000000000000♠ | انتقال لمدة أربع مواسم   | [ 104 ] |
| 08 يوليو 2019  | DF     | 33     | أحمد شراحيلي      | نادي الشباب              | Free                 |                          | [ 105 ] |
| 12 يوليو 2019  | DF     | –      | عمر العودة        | نادي الرائد              | Free                 |                          | [ 106 ] |
| 16 يوليو 2019  | MF     | 27     | أشرف بنشرقي       | نادي الزمالك             | Undisclosed          |                          | [ 107 ] |
| 19 يوليو 2019  | FM     | 31     | عبد الرحمن اليامي |                          |                      | انتهاء العقد             |         |
| 20 يوليو 2019  | GK     | 26     | علي الحبسي        |                          | 5000000000000000000♠ |                          |         |
| 22 يوليو 2019  | DF     | 45     | ميلوس ديجينيك     | نادي النجم الأحمر بلغراد |                      |                          |         |
| 26 يوليو 2019  | DF     |        | أنس زباني         | نادي القادسية السعودي    |                      |                          |         |
| 08 أغسطس 2019  | AM     |        | عمر عبد الرحمن    | نادي الجزيرة الإماراتي   |                      | انتهاء العقد             | [ 110 ] |
| 17 أغسطس 2019  | MF     | 59     | فهد الرشيدي       | نادي التعاون             | Free                 |                          | [ 111 ] |
| 21 أغسطس 2019  | RB     | 32     | محمد سالم الدوسري | نادي الرائد              | 5000000000000000000♠ | فترة إعارة لمدة موسم.    | [ 112 ] |
| 23 أغسطس 2019  | LM     |        | أحمد أشرف         | نادي الفيصلي             |                      | إعارة ولمدة موسم واحد.   | [ 113 ] |
| 30 أغسطس 2019  | DF     | 4      | ألبرتو بوتيا      | نادي الوحدة              | Free                 |                          | [ 114 ] |
| 30 أغسطس 2019  | FW     | 25     | جوناثان سوريانو   |                          | Released             |                          | [ 115 ] |
| 31 أغسطس 2019  | DF     |        | متعب المفرج       | نادي الشباب السعودي      |                      | فترة إعارة لمدة موسم.    | [ 116 ] |
| 31 أغسطس 2019  | FW     |        | خالد فهد آل جبيع  |                          | 5000000000000000000♠ | فترة إعارة لمدة موسم.    | [ 117 ] |

### اللاعبين الأجانب في الفترة الصيفية
- اعتمد مجلس إدارة الاتحاد السعودي لكرة القدم عدد اللاعبين المحترفين الأجانب والمواليد للموسم القادم (2019-2020) وذلك بعد الاطلاع على التوصية المقدمة من لجنة الاحتراف وأوضاع اللاعبين حيث تم اعتماد 7 لاعبين أجانب للدوري السعودي للمحترفين (الدرجة الممتازة) ولاعب واحد من اللاعبين المواليد.

| المحترف الأول  | المحترف الثاني | المحترف الثالث | المحترف الرابع  | المحترف الخامس | المحترف السادس | المحترف السابع | لاعب مواليد |
| -------------- | -------------- | -------------- | --------------- | -------------- | -------------- | -------------- | ----------- |
| كارلوس إدواردو | عمر خربين      | أندريه كاريو   | بافيتيمبي غوميز | جيوفينكو       | جانغ هيون سو   | غوستافو كويلار | لا يوجد     |

### فترة الإنتقالات الشتوية
- تنطلق فترة الشتوية لتسجيل اللاعبين المحترفين اعتبارًا من يوم الأربعاء 01 يناير 2020 وتستمر حتى يوم الجمعة 31 يناير 2020 .

#### انتقال إلى الهلال
| تاريخ الأنتقال | المركز | الرقم. | اللاعب            | انتقال من نادي | تكلفة | ملاحظات                                                                                                   | المصدر  |
| -------------- | ------ | ------ | ----------------- | -------------- | ----- | --- | ------- |
| 07 يناير 2020  | RB     | 23     | مد الله العليان   | نادي التعاون   |       | صفقة انتقال لمدة 3 مواسم واتفاقية شراء المدة المتبقية من عقد اللاعب "6 أشهر" خلال فترة الانتقالات الشتوية | [ 118 ] |
| 29 يناير 2020  | GK     | -      | عبد الله الجدعاني | نادي الوحدة    |       | صفقة انتقال لمدة 3 أعوام ابتداء من فترة الانتقالات الصيفية المقبلة.                                       | [ 119 ] |

#### انتقال من الهلال
| تاريخ الأنتقال | المركز | الرقم. | اللاعب       | انتقال من نادي | تكلفة | ملاحظات                             | المصدر  |
| -------------- | ------ | ------ | ------------ | -------------- | ----- | ----------------------------------- | ------- |
| 21 يناير 2020  | LB     | 13     | حسن كادش     | نادي التعاون   |       |                                     |         |
| 28 يناير 2020  | CM     | 41     | ذعار العتيبي | نادي التعاون   |       | صفقة اعارة حتى نهاية الموسم الحالي. | [ 120 ] |

### اللاعبين الأجانب في الفترة الشتوية
| المحترف الأول  | المحترف الثاني | المحترف الثالث | المحترف الرابع  | المحترف الخامس | المحترف السادس | المحترف السابع | لاعب مواليد |
| -------------- | -------------- | -------------- | --------------- | -------------- | -------------- | -------------- | ----------- |
| كارلوس إدواردو | عمر خربين      | أندريه كاريو   | بافيتيمبي غوميز | جيوفينكو       | جانغ هيون سو   | غوستافو كويلار | لا يوجد     |

## تشكيلة الفريق
| الرقم          | الاسم              | الجنسية        | المركز               | تاريخ الميلاد (العمر)         | الملاحظات   |
| حراس المرمى    | حراس المرمى        | حراس المرمى    | حراس المرمى          | حراس المرمى                   | حراس المرمى |
| -------------- | ------------------ | -------------- | -------------------- | ----------------------------- | ----------- |
| 1              | عبد الله المعيوف   | السعودية       | الحارس الأساسي       | 23 يناير 1987 (العمر 32 سنة)  |             |
| 30             | محمد الواكد        | السعودية       | حارس المرمى الثالث   | 25 مارس 1992 (العمر 27 سنة)   |             |
| 40             | نواف الغامدي       | السعودية       | حارس المرمى الثالث   | 21 يناير 1999 (العمر 20 سنة)  |             |
| 21             | يزن جاري           | السعودية       | حارس المرمى          | 11 يوليو 2000 (العمر 19 سنة)  |             |
| المدافعون      |                    |                |                      |                               |             |
| 20             | جانغ هيون سو       | كوريا الجنوبية | قلب دفاع             | 28 سبتمبر 1991 (العمر 27 سنة) |             |
| 5              | علي البليهي        | السعودية       | قلب دفاع             | 21 نوفمبر 1989 (العمر 29 سنة) |             |
| 70             | محمد جحفلي         | السعودية       | قلب دفاع             | 24 أكتوبر 1990 (العمر 28 سنة) |             |
| 17             | عبد الله الحافظ    | السعودية       | قلب دفاع             | 25 ديسمبر 1992 (العمر 26 سنة) |             |
| 2              | محمد البريك        | السعودية       | ظهير أيمن            | 15 سبتمبر 1992 (العمر 26 سنة) |             |
| 22             | أمير كردي          | السعودية       | ظهير أيمن            | 11 سبتمبر 1991 (العمر 27 سنة) |             |
| 12             | ياسر الشهراني      | السعودية       | ظهير أيمن / أيسر     | 25 مايو 1992 (العمر 27 سنة)   |             |
| 23             | مد الله العليان    | السعودية       | ظهير أيسر            | 25 أغسطس 1994 (العمر 24 سنة)  |             |
| لاعبي خط الوسط |                    |                |                      |                               |             |
| 8              | عبدالله عطيف       | السعودية       | محور / وسط           | 03 أغسطس 1992 (العمر 27 سنة)  |             |
| 28             | محمد كنو           | السعودية       | محور دفاعي           | 22 سبتمبر 1994 (العمر 24 سنة) |             |
| 6              | غوستافو كويلار     | كولومبيا       | محور / وسط           | 14 أكتوبر 1992 (العمر 26 سنة) |             |
| 7              | سلمان الفرج        | السعودية       | وسط                  | 01 أغسطس 1989 (العمر 30 سنة)  |             |
| 16             | ناصر الدوسري       | السعودية       | وسط                  | 19 ديسمبر 1998 (العمر 20 سنة) |             |
| 10             | محمد الشلهوب       | السعودية       | وسط هجومي / أيسر     | 08 ديسمبر 1980 (العمر 38 سنة) |             |
| 27             | هتان باهبري        | السعودية       | وسط أيمن / جناح أيمن | 16 يوليو 1992 (العمر 27 سنة)  |             |
| 29             | سالم الدوسري       | السعودية       | وسط أيمن / جناح أيمن | 19 أغسطس 1991 (العمر 28 سنة)  |             |
| 24             | نواف العابد        | السعودية       | جناح أيمن / أيسر     | 26 يناير 1990 (العمر 29 سنة)  |             |
| 19             | أندريه كاريو       | بيرو           | جناح أيمن / أيسر     | 14 يونيو 1991 (العمر 28 سنة)  |             |
| 3              | كارلوس إدواردو     | البرازيل       | وسط / مهاجم ثاني     | 17 أكتوبر 1989 (العمر 29 سنة) |             |
| المهاجمين      |                    |                |                      |                               |             |
| 77             | عمر خربين          | سوريا          | مهاجم                | 15 يناير 1994 (العمر 25 سنة)  |             |
| 18             | بافيتيمبي غوميز    | فرنسا          | مهاجم                | 06 أغسطس 1985 (العمر 34 سنة)  |             |
| 9              | سيباستيان جيوفينكو | إيطاليا        | مهاجم                | 26 يناير 1987 (العمر 32 سنة)  |             |
| 11             | صالح الشهري        | السعودية       | مهاجم                | 01 نوفمبر 1993 (العمر 25 سنة) |             |

## المباريات الودية
| مباراة ودية 09 يوليو 2019 | الهلال | 10 - 0 | سبيتال | ليينز، النمسا              |
| 19:30 (ت ع م+03:00)       | غوميز 38'، 23'، 10' · أشرف 30' · باهبري 34' · جيوفينكو 44' · الشلهوب 81' · آل جبيع 87' · إدواردو 88'، 90' | Report |        | الملعب: ملعب دولوميتن لينز |

| مباراة ودية 13 يوليو 2019 | الهلال                                                                                              | 11 - 0   | رابيد لينز | ليينز، النمسا          |
| 19:30 (ت ع م+03:00)       | سوريانو 7'، 34' · أشرف 15'، 30' · بوتيا 21' · إدواردو 54'، 55'، 59' · آل جبيع 60' · باهبري 71'، 84' | [Report] |            | الملعب: ملعب دولوميتين |

| مباراة ودية 17 يوليو 2019 | الهلال                 | 2 - 1     | بودافوكي | ليينز، النمسا          |
| 19:00 (ت ع م+03:00)       | غوميز 23' · الحافظ 88' | [ Report] | 51'      | الملعب: ملعب دولوميتين |

| مباراة ودية 21 يوليو 2019 | الهلال                   | 2 - 0     | إليريا ليوبليانا | ليينز، النمسا |
| 12:00 (ت ع م+03:00)       | جحفلي 43' · جيوفينكو 81' | [ Report] |                  |               |

| مباراة ودية 21 يوليو 2019 | الهلال                                                                            | 10 - 0    | بليد                 | ليينز، النمسا |
| 19:00 (ت ع م+03:00)       | سوريانو 10' 29' 30' 34' 51' · الشلهوب 16' (ركلة.) · خربين 45+1' 65' · العتيبي 89' | [ Report] | · 27' (هدف.في.مرماه) |               |

| مباراة ودية 24 يوليو 2019 | الهلال                                                  | 7 - 1  | بريني غروسبلي | ليينز، النمسا             |
| 14:00 (ت ع م+03:00)       | سوريانو · الشلهوب · الدوسري · عمر خربين · باهبري · أشرف | Report |               | الملعب: Dolomiten Stadium |

| مباراة ودية 24 يوليو 2019 | الهلال                       | 3 - 2  | أودينيزي                      | فيلاخ، النمسا                |
| 19:00 (ت ع م+03:00)       | الدوسري 19'، 44' · غوميز 69' | Report | 29' بيكاو · 57' هيد تير أفيست | الملعب: Stadion Villach-Lind |

| مباراة ودية 13 يوليو 2020 | الهلال     | 1 - 0     | التعاون | الرياض، السعودية         |
| 19:30 (ت ع م+03:00) | الشهري 11' | [ Report] |         | الملعب: ملعب نادي الهلال |
| ملاحظة: تغلب الفريق الكروي الأول بنادي الهلال، على نظيره التعاون، في تجربته الودية الأولى، مساء اليوم الاثنين، 13 يوليو بهدف دون رد، بعد توقف الدوري لفترة تقارب 3 أشهر بسبب جائحة كورونا ، ضمن تحضيرات الفريقين لعودة دوري كأس الأمير محمد بن سلمان للمحترفين في 04 من أغسطس 2020. |            |           |         |                          |

| مباراة ودية 17 يوليو 2020 | الهلال                   | 2 - 0     | الطائي | الرياض، السعودية         |
| 19:30 (ت ع م+03:00) | جيوفينكو 35' · خربين 69' | [ Report] |        | الملعب: ملعب نادي الهلال |
| ملاحظة: تغلب الفريق الكروي الأول بنادي الهلال، على نظيره نادي الطائي، في تجربته الودية الثانية ، بعد توقف الدوري لفترة تقارب 3 أشهر بسبب جائحة كورونا ، ضمن تحضيرات الفريقين لعودة دوري كأس الأمير محمد بن سلمان للمحترفين في 04 من أغسطس 2020. |                          |           |        |                          |

| مباراة ودية 22 يوليو 2020 | الهلال                                         | 3 - 0     | الفيحاء | الرياض، السعودية         |
| 19:30 (ت ع م+03:00)       | غوميز 26' (ركلة.) · جيوفينكو 76' · الدوسري 79' | [ Report] |         | الملعب: ملعب نادي الهلال |

| مباراة ودية 28 يوليو 2020 | الهلال           | 2 - 2  | الشعلة | الرياض، السعودية         |
| 19:00 (ت ع م+03:00)       | جيوفينكو 77' 84' | Report | أليو   | الملعب: ملعب نادي الهلال |

| مباراة ودية 28 يوليو 2020 | الهلال                                    | 4 - 0  | الرياض | الرياض، السعودية         |
| 19:30 (ت ع م+03:00)       | الشهري 3' 44' · العابد 65' · الشهراني 67' | Report |        | الملعب: ملعب نادي الهلال |

## مسابقات
| منافسة                    | بداية الجولة         | نهائي المركز / الجولة | المباراة الأولى | المباراة الأخيرة |
| ------------------------- | -------------------- | --------------------- | --------------- | ---------------- |
| دوري المحترفين السعودي    | الجولة الأولى        | بطل الدوري            | 22 أغسطس 2019   | 09 سبتمبر 2020   |
| دوري أبطال آسيا 2019      | دور الثمانية         | بطل دوري الأبطال      | 06 أغسطس 2019   | 24 نوفمبر 2019   |
| كأس خادم الحرمين الشريفين | دور الثاني والثلاثين | لم تستكمل هذا الموسم  | 03 نوفمبر 2019  |                  |
| كأس العالم للأندية 2019   | ربع النهائي          | المركز الرابع         | 14 ديسمبر 2019  | 21 ديسمبر 2019   |
| دوري أبطال آسيا 2020      | مرحلة المجموعات      | إستبعاد               | 10 فبراير 2020  | 23 سبتمبر 2020   |

1. ↑  لم يتمكن الهلال من خوض مباراته الأخيرة من دور المجموعات ضد شباب الأهلي بسبب عدم وجود سوى 11 لاعبًا متبقيًا مع الفريق المتبقي. نتيجة اختبار الأعضاء إيجابية لـ  كورونا-19.  وألغاء المباراة من قبل مراقب المباراة حسب المادة "4.3" من لوائح الاتحاد الآسيوي واعتبروا منسحبين من المنافسة ، وتعتبر جميع المباريات السابقة التي لعبها الهلال "لاغية" ولن تؤخذ في الاعتبار في تحديد الترتيب النهائي للمجموعة.

### دوري المحترفين
| م | الفريق  | لعب | ف  | ت | خ  | أ.له | أ.ع | أ.ف | نقاط | التأهل أو الهبوط                                                           |
| - | ------- | --- | -- | - | -- | ---- | --- | --- | ---- | -------------------------------------------------------------------------- |
| 1 | الهلال  | 30  | 22 | 6 | 2  | 74   | 26  | +48 | 72   | التاهل لدور المجموعات في دوري أبطال آسيا 2021                              |
| 2 | النصر   | 30  | 19 | 7 | 4  | 60   | 26  | +34 | 64   | التاهل لدور المجموعات في دوري أبطال آسيا 2021                              |
| 3 | الأهلي  | 30  | 15 | 5 | 10 | 49   | 36  | +13 | 50   | التأهل لمبارة الملحق الآسيوي المؤهلة لدور المجموعات لبطولة دوري أبطال آسيا |
| 4 | الوحدة  | 30  | 16 | 1 | 13 | 45   | 40  | +5  | 49   |                                                                            |
| 5 | الفيصلي | 30  | 14 | 6 | 10 | 41   | 36  | +5  | 48   |                                                                            |

1. مجموع النقاط ; 2. أعلى فارق أهداف في كامل البطولة (ما له من أهداف ناقص ما عليه).
3. الفريق الأكثر تسجيلاً للأهداف في كامل البطولة. 4. الفريق الأعلى تصنيفاً في بطولة الموسم الماضي.

في حال تعادل فريقين أو أكثر بالنقاط في جميع البطولات المحلية يتم تحديد المركز النهائية في نهاية البطولة وفقاً للترتيب التنازلي:

1.أعلى عدد من النقاط في مبارة أو مباريات الفريقين أو الفرق المتعادلة فيما بينها;
 2. أعلى فارق أهداف (ما له من أهداف ناقص ما عليه) في مبارة أو مباريات الفريقين أو الفرق
المتعادلة فيما بينها (دون احتساب أفضلية التسجيل خارج الأرض);

3. الفريق الأكثر تسجيلاً للأهداف في مباراة أو مباريات الفريقين أو الفرق المتعادلة فيما بينها (دون احتساب أفضلية التسجيل خارج الأرض);
 4.في حال استمرر التعادل بين فريقين أو أكثر من الفرق المتعادلة بعد تطبيق الفقرات من 1 إلى 3 يتم إعادة تطبيدق الفقرات من 1 إلى 3من هذه المادة مرة أخرى فقط على مباريات الفريقين أو الفرق المتساوية.

5.أعلى فارق أهداف في كامل البطولة (ما له من أهداف ناقص ما عليه);
 6.الفريق الأكثر تسجيلاً للأهداف في كامل البطولة;
 7.إذا كانت الفرق المتعادلة فريقان وكانا سوياً على أرض الملعب في المباراة الأخيرة يتم لعب
شوطين إضافيين كمبارة جديدة (دون احتساب أفضلية التسجيل خارج الأرض) وفي حال التعادل
في الأشواط الإضافية يتم لعب ضربات ترجيح.
 8.الأقل حصولاً على مجموع النقاط جراء حصول لاعبيه على البطاقات الصفراء والحمراء في مباريات البطولة. (بحيث يتم احتساب البطاقة الحمراء بثلاث نقاط والصفراء بنقطة واحدة).
9. في حال استمرار التعادل في الفقرات أعلاه من 1 إلى فقرة 8 وكانت الفرق المتعادلة (أكثر من فريقين) أو (فريقان لا يلعبان سوياً على أرض الملعب) يتم إجد مبارة أو مباريات فاصلة بطريقة خروج المغلوب من مرةٍ واحدة بين الفرق المتعادلة فيما بينها وتقوم الجهة المنظمة بتحديد آلية وأماكن إقامة المباراة أو المباريات.

ملاحظة :
- شهد الاجتماع الثلاثي بين كلًا من تركي آل الشيخ رئيس الهيئة العامة للرياضة السعودية، وأحمد اليوسف رئيس الاتحاد الكويتي لكرة القدم، والشيخ علي الخليفة رئيس الاتحاد البحريني في 29 سبتمبر 2018 الاتفاق على مشاركة فريق المحرق البحريني، وفريق كويتي، في الدوري السعودي بالموسم الحالي.[126] ولكن ذلك الأمر ضل مقترحاً ولم يتم تنفيذه على أرض الواقع .

#### ملخص نتائج الموسم
| شامل | شامل | شامل | شامل | شامل | شامل | شامل | شامل | على أرضه | على أرضه | على أرضه | على أرضه | على أرضه | على أرضه | خارج أرضه | خارج أرضه | خارج أرضه | خارج أرضه | خارج أرضه | خارج أرضه |
| لعب  | ف    | ت    | خ    | أ.ل  | أ.ع  | ف.أ  | ن    | ف        | ت        | خ        | أ.ل      | أ.ع      | ف.أ      | ف         | ت         | خ         | أ.ل       | أ.ع       | ف.أ       |
| ---- | ---- | ---- | ---- | ---- | ---- | ---- | ---- | -------- | -------- | -------- | -------- | -------- | -------- | --------- | --------- | --------- | --------- | --------- | --------- |
| 30   | 22   | 6    | 2    | 74   | 26   | +48  | 72   | 13       | 1        | 1        | 39       | 12       | +27      | 9         | 5         | 1         | 35        | 14        | +21       |

آخر تحديث: 09 سبتمبر 2020.

مصدر: يحدد لاحقا

#### النتائج حسب الجولة
| الجولة  | 1 | 2 | 3 | 4 | 5 | 6 | 7 | 8 | 9 | 10 | 11 | 12 | 13 | 14 | 15 | 16 | 17 | 18 | 19 | 20 | 21 | 22 | 23 | 24 | 25 | 26 | 27 | 28 | 29 | 30 |
| ------- | - | - | - | - | - | - | - | - | - | -- | -- | -- | -- | -- | -- | -- | -- | -- | -- | -- | -- | -- | -- | -- | -- | -- | -- | -- | -- | -- |
| الملعب  | H | ِA | H | A | H | A | H | H | A | H  | H  | A  | A  | H  | A  | A  | H  | A  | H  | A  | H  | A  | A  | H  | A  | A  | H  |    | A  | H  |
| النتيجة | W | W | D | W | W | W | W | L | D | W  | W  | D  | D  | W  | D  | W  | W  | W  | W  | W  | W  | D  | W  | W  | W  | L  | W  | W  | W  | W  |
| المركز  | 1 | 1 | 1 | 1 | 1 | 1 | 1 | 1 | 1 | 1  | 1  | 1  | 1  | 1  | 2  | 1  | 1  | 1  | 1  | 1  | 1  | 1  | 1  | 1  | 1  | 1  | 1  | 1  | 1  | 1  |

آخر تحديث: 09 سبتمبر 2020.
المصدر: يحدد لاحقا.
الملعب: A = خارج الأرض ; H = على أرضه. النتيجة: D = تعادل; L = خسر ; W = فوز.

#### نتائج الموسم
| مسيرة فريق الهلال خلال الموسم: نقاط كاملة نقطة واحدة لا نقاط | مشوار موسم نادي الهلال خلال الموسم | مشوار موسم نادي الهلال خلال الموسم | مشوار موسم نادي الهلال خلال الموسم | مشوار موسم نادي الهلال خلال الموسم | مشوار موسم نادي الهلال خلال الموسم | مشوار موسم نادي الهلال خلال الموسم | مشوار موسم نادي الهلال خلال الموسم | مشوار موسم نادي الهلال خلال الموسم | مشوار موسم نادي الهلال خلال الموسم | مشوار موسم نادي الهلال خلال الموسم | مشوار موسم نادي الهلال خلال الموسم | مشوار موسم نادي الهلال خلال الموسم | مشوار موسم نادي الهلال خلال الموسم | مشوار موسم نادي الهلال خلال الموسم | مشوار موسم نادي الهلال خلال الموسم | مشوار موسم نادي الهلال خلال الموسم | مشوار موسم نادي الهلال خلال الموسم | مشوار موسم نادي الهلال خلال الموسم | مشوار موسم نادي الهلال خلال الموسم | مشوار موسم نادي الهلال خلال الموسم | مشوار موسم نادي الهلال خلال الموسم | مشوار موسم نادي الهلال خلال الموسم | مشوار موسم نادي الهلال خلال الموسم | مشوار موسم نادي الهلال خلال الموسم | مشوار موسم نادي الهلال خلال الموسم | مشوار موسم نادي الهلال خلال الموسم | مشوار موسم نادي الهلال خلال الموسم | مشوار موسم نادي الهلال خلال الموسم | مشوار موسم نادي الهلال خلال الموسم | مشوار موسم نادي الهلال خلال الموسم | مشوار موسم نادي الهلال خلال الموسم | مشوار موسم نادي الهلال خلال الموسم | مشوار موسم نادي الهلال خلال الموسم | مشوار موسم نادي الهلال خلال الموسم | مشوار موسم نادي الهلال خلال الموسم | مشوار موسم نادي الهلال خلال الموسم | مشوار موسم نادي الهلال خلال الموسم | مشوار موسم نادي الهلال خلال الموسم | مشوار موسم نادي الهلال خلال الموسم | مشوار موسم نادي الهلال خلال الموسم | مشوار موسم نادي الهلال خلال الموسم | مشوار موسم نادي الهلال خلال الموسم | مشوار موسم نادي الهلال خلال الموسم |
| مسيرة فريق الهلال خلال الموسم: نقاط كاملة نقطة واحدة لا نقاط | أبها 1                             | الرائد 2                           | الفيحاء 3                          | الاتحاد 4                          | التعاون 5                          | الاتفاق 6                          | ضمك 7                              | النصر 8                            | الفتح 9                            | العدالة 10                         | الاهلي 11                          | الفيصلي 12                         | الحزم 13                           | الوحدة 14                          | الشباب 15                          | أبها 16                            | الرائد 17                          | الفيحاء 18                         | الاتحاد 19                         | التعاون 20                         | الاتفاق 21                         | ضمك 22                             | النصر 23                           | الفتح 24                           | العدالة 25                         | الاهلي 26                          | الفيصلي 27                         | الحزم 28                           | الوحدة 29                          | الشباب 30                          | مجموع النقاط                       | النسبة المئوية                     |                                    |                                    |                                    |                                    |                                    |                                    |                                    |                                    |                                    |                                    |                                    |
| مسيرة فريق الهلال خلال الموسم: نقاط كاملة نقطة واحدة لا نقاط | H                                  | A                                  | H                                  | A                                  | H                                  | A                                  | H                                  | H                                  | A                                  | H                                  | H                                  | A                                  | A                                  | H                                  | A                                  | A                                  | H                                  | A                                  | H                                  | A                                  | H                                  | A                                  | A                                  | H                                  | A                                  | A                                  | H                                  | H                                  | A                                  | H                                  | المكتسبة                           | الشاملة                            |                                    |                                    |                                    |                                    |                                    |                                    |                                    |                                    |                                    |                                    |                                    |
| النقاط تحصل عليها خلال الموسم                                | 3                                  | 3                                  | 1                                  | 3                                  | 3                                  | 3                                  | 3                                  | 0                                  | 1                                  | 3                                  | 3                                  | 1                                  | 1                                  | 3                                  | 1                                  | 3                                  | 3                                  | 3                                  | 3                                  | 3                                  | 3                                  | 1                                  | 3                                  | 3                                  | 3                                  | 0                                  | 3                                  | 3                                  | 3                                  | 3                                  | 90/72                              | 73.33 %                            |                                    |                                    |                                    |                                    |                                    |                                    |                                    |                                    |                                    |                                    |                                    |

#### مباريات الدوري
- أعلنت لجنة المسابقات بالاتحاد السعودي لكرة القدم اليوم الأحد عن جدول مباريات الدور الأول من الدوري السعودي للمحترفين للموسم الرياضي الجديد 2019-20 وحددت لجنة المسابقات يوم الخميس 22 أغسطس موعداً لانطلاق الدوري بمشاركة 16 فريقاً.[127][128][129] أصدرت لجنة المسابقات في رابطة الدوري السعودي للمحترفين اليوم الاثنين 30 ديسمبر 2019م، جدول مباريات الدور الثاني والذي سينطلق يوم الخميس الموافق 30 يناير 2020، على أن يختتم يوم السبت الموافق 30 مايو 2020.[130] بسبب أوضاع جائحة كورونا كوفيد-19 تم تأجيل الربع الاخير من الموسم الرياضي وتم أستكماله من الجولة الثالثة والعشرين اعتباراً من 04 أغسطس 2020.

  فوز
  تعادل
  خسارة
  مؤجلة
| 01 23 أغسطس 2019                      | الهلال                                                         | 4 - 2  | أبها                                    | الرياض                                           |
| 19:00 (ت ع م+03:00)                   | عطيف 10' · غوميز 39' 44' · جيوفينكو 63' · جانغ 79' · خربين 86' | Report | 20' أندرياتسيما · 81' بقير · 87' الحبيب | الملعب: ملعب جامعة الملك سعود الحكم: دينس هيخلير |
| ملاحظة: تشكيلة الفريق أمام فريق أبها. |                                                                |        |                                         |                                                  |

| 02 31 أغسطس 2019    | الرائد                | 0 - 5     | الهلال                                                 | بريدة                                                           |
| 19:05 (ت ع م+03:00) | فوزير 20' الفرحان 37' | [ Report] | 80' 6' خربين · 44' 31' الفرج · 59' غوميز · 67' إدواردو | الملعب: ملعب مدينة الملك عبد الله الرياضية الحكم: دامير سكومينا |

| 03 14 سبتمبر 2019   | الهلال                              | 1 - 1     | الفيحاء                                                     | الرياض                                                              |
| 18:40 (ت ع م+03:00) | العابد 50' · كويلار 75' · كاريو 87' | [ Report] | 18' القحطاني · 88' المزيعل · 90+2' أسيس · 90+5' 90+5' نونيز | الملعب: ملعب جامعة الملك سعود الحضور: 15561 الحكم: كرزيستوف جاكوبيك |

| 04 21 سبتمبر 2019   | الاتحاد                                                       | 1 - 3     | الهلال                                                    | جدة                                                                |
| 20:20 (ت ع م+03:00) | المالكي 20' 82' · رومارينيو 31' · الصحفي 66' · عبد الحميد 73' | [ Report] | 26' 15' إدواردو · 22' الشهراني · 42' كاريو · 90' جيوفينكو | الملعب: ملعب الملك عبد الله الدولي الحضور: 43783 الحكم: جونيت شاكر |

| 05 26 سبتمبر 2019   | الهلال   | 2 - 1     | التعاون                                      | الرياض                                                |
| 20:15 (ت ع م+03:00) | خربين 9' | [ Report] | 12' 4' أميسي · 68' (ه.ذ) الموسى · 72' العبسي | الملعب: ملعب جامعة الملك سعود الحكم: أوفيديو هاتسيغان |

| 06 05 أكتوبر 2019   | الاتفاق                                                             | 1 - 4    | الهلال                                                                               | الدمام                                                        |
| 18:00 (ت ع م+03:00) | سيدريك 19' · العمري 29' 58' · الحدادي 35' · محنشي 40' · سليتي 45+4' | [Report] | 90+4' 20' إدواردو · 27' الشهراني · 40' الفرج · 45+1' كويلار · 56' الشهري · 77' غوميز | الملعب: ملعب الأمير محمد بن فهد الحكم: أناستاسيوس سيديروبولوس |

| 07 18 أكتوبر 2019   | الهلال                                                           | 3 - 0     | ضمك                     | الرياض                                          |
| 18:05 (ت ع م+03:00) | جيوفينكو 22' · غوميز 55' · العابد 59' · إدواردو 68' · باهبري 81' | [ Report] | 63' 53' جمعان 81' حدراف | الملعب: ملعب جامعة الملك سعود الحكم: هوجو ميجيل |

| 08 27 أكتوبر 2019   | الهلال                                             | 1 - 2     | النصر                                           | الرياض                                             |
| 19:55 (ت ع م+03:00) | إدواردو 32' · البريك 42' · كويلار 71' · العابد 90' | [ Report] | 37' الخيبري · 74' 73' 55' حمد الله · 71' بيتروس | الملعب: ملعب جامعة الملك سعود الحكم: تشافي إسترادا |

| 09 31 أكتوبر 2019   | الفتح                                                              | 3 - 3     | الهلال                                                           | الأحساء                                                              |
| 19:50 (ت ع م+03:00) | سعدان 8' (ركلة.) 20' · فريدي 77' 88' · آغوريغاري 81' · مجرشي 90+1' | [ Report] | 7' الشهراني · 22' الشهري · 34' إدواردو · 84' الفرج · 90+5' غوميز | الملعب: ملعب الأمير عبد الله بن جلوي الحضور: 9050 الحكم: إيفان بيبيك |

| 13 26 ديسمبر 2019 | الحزم               | 1 - 1    | الهلال         | الرس                                        |
| 15:20 (ت ع م+03:00) | حمزي 53' · عسله 84' | [Report] | 90+1' جيوفينكو | الملعب: ملعب نادي الحزم الحكم: شكري الحنفوش |
| ملاحظة: مباراة كانت مجدولة في الدور الأول بتاريخ 14 ديسمبر 2019 مؤجلة بسبب تأهل الهلال للعب في بطولة كأس العالم للأندية 2019 |                     |          |                |                                             |

| 10 30 ديسمبر 2019 | الهلال                                                                      | 7 - 0     | العدالة   | الرياض                                              |
| 17:45 (ت ع م+03:00) | نواف العابد 15' · غوميز 28' 40' 57' · جيوفينكو 35' · الشهري 85' · كاريو 90' | [ Report] | 34' مرتضى | الملعب: ملعب جامعة الملك سعود الحكم: إيفان زولينياك |
| ملاحظة: مباراة كانت مجدولة في الدور الأول بتاريخ 23 نوفمبر 2019 في حال تأهله إلى النهائي بطولة دوري أبطال آسيا يتم تأجيل مباراة الهلال والعدالة |                                                                             |           |           |                                                     |

| 11 07 يناير 2020 | الهلال                                                                    | 3 - 1     | الاهلي                                             | الرياض                                                |
| 20:00 (ت ع م+03:00)                                                                                                   | الفرج 25' · الدوسري 37' · كنو 42' · البريك 66' · غوميز 70' · آل بليهي 90' | [ Report] | 44' عسيري · 1+45' السومة · 73' بلايلي · 78' ساريتش | الملعب: ملعب جامعة الملك سعود الحكم: سيمون مارتشينياك |
| ملاحظة: مباراة كانت مجدولة في الدور الأول بتاريخ 29 نوفمبر 2019 مؤجلة بسبب تأهل الهلال لبطولة كأس العالم للاندية 2019 |                                                                           |           |                                                    |                                                       |

| 14 11 يناير 2020 | الهلال                                 | 3 - 1     | الوحدة                                 | الرياض                                               |
| 20:05 (ت ع م+03:00) | غوميز 31' (ركلة.) 78' · الشهري 70' 81' | [ Report] | 10' أنسيلمو · 61' غودوين · 76' نياكاتي | الملعب: ملعب جامعة الملك سعود الحكم: أوفيديو هانيجان |
| ملاحظة: مباراة كانت مجدولة في الدور الأول بتاريخ 21 ديسمبر 2019 مؤجلة بسبب تأهل الهلال للعب في بطولة كأس العالم للاندية 2019 |                                        |           |                                        |                                                      |

| 12 20 يناير 2020 | الفيصلي                                       | 2 - 2     | الهلال                                        | المجمعة                                                                |
| 17:45 (ت ع م+03:00) | رافائيل 74' · الغامدي 86' · هايلاند 56' 90+2' | [ Report] | 48' جيوفينكو · 56' كردي · 88' (ركلة.) إدواردو | الملعب: مدينة الملك سلمان بن عبد العزيز الرياضية الحكم: أندرس تريمانيس |
| ملاحظة: مباراة كانت مجدولة في الدور الأول بتاريخ 06 ديسمبر 2019 مؤجلة بسبب تأهل الهلال للعب في بطولة كأس العالم للأندية 2019 |                                               |           |                                               |                                                                        |

| 15 25 يناير 2020    | الشباب                                        | 0 - 0     | الهلال          | الرياض                                         |
| 19:50 (ت ع م+03:00) | الصليهم 39' ندياي 49' الشامخ 89' العمار 90+6' | [ Report] | 83' 9' آل بليهي | الملعب: ملعب الملك فهد الدولي الحكم: سفين موين |

| 16 31 يناير 2020    | أبها                                           | 1 - 2  | الهلال                          | أبها                                                                 |
| 16:00 (ت ع م+03:00) | العواضي 41' · أندرياتسيما 88' 88' · بقير 3+90' | Report | 9' كاريو · 13' غوميز · 84' عطيف | الملعب: مدينة الأمير سلطان بن عبد العزيز الرياضية الحكم: ايغور باجاك |

| 17 05 فبراير 2020   | الهلال                                                 | 3 - 1     | الرائد                                   | الرياض                                               |
| 19:50 (ت ع م+03:00) | إدواردو 7' · غوميز 42' (ركلة.) · المعيوف 6+90' (ركلة.) | [ Report] | 30' جهاد · 41' سلطان · 60' (ركلة.) فوزير | الملعب: ملعب جامعة الملك سعود الحكم: أليكسي كولباكوف |

| 18 13 فبراير 2020   | الفيحاء                 | 0 - 1     | الهلال                                 | المجمعة                                                                |
| 18:30 (ت ع م+03:00) | نيتو 52' القحطاني 4+90' | [ Report] | 55' العليان · 62' إدواردو · 66' البريك | الملعب: مدينة الملك سلمان بن عبد العزيز الرياضية الحكم: أندرياس ايكبرج |

| 19 22 فبراير 2020   | الهلال                                                              | 1 - 0     | الاتحاد                                         | الرياض                                                |
| 20:30 (ت ع م+03:00) | الدوسري 20' · كويلار 45' · جحفلي 50' · الشهراني 73' · إدواردو 4+90' | [ Report] | 19' الحربي 30' السميري 61' المالكي 63' الشمراني | الملعب: ملعب جامعة الملك سعود الحكم: شيمون مارتشينياك |

| 20 27 فبراير 2020   | التعاون                | 0 - 1     | الهلال                                                        | بريدة                                                             |
| 18:40 (ت ع م+03:00) | درويش 5' أبو سبعان 38' | [ Report] | 11' هيون · 16' الدوسري · 47' جحفلي · 89' غوميز · 90' جيوفينكو | الملعب: ملعب مدينة الملك عبد الله الرياضية الحكم: سلافكو فينتشيتش |

| 21 07 مارس 2020     | الهلال                                  | 1 - 0     | الاتفاق   | الرياض                                                 |
| 20:40 (ت ع م+03:00) | كاريو 17' · الفرج 90+2' · العليان 90+5' | [ Report] | 74' محنشي | الملعب: ملعب جامعة الملك سعود الحكم: سرجيان يوفانوفيتش |

| 22 12 مارس 2020     | ضمك                     | 1 - 1     | الهلال    | أبها                                                                    |
| 16:10 (ت ع م+03:00) | زيلايا 42' · الجوعي 88' | [ Report] | 39' كاريو | الملعب: مدينة الأمير سلطان بن عبد العزيز الرياضية الحكم: بافل كرالوفيتس |

| 23 05 أغسطس 2020 | النصر                                                  | 1 - 4  | الهلال                                                            | الرياض                                                      |
| 21:00 (ت ع م+03:00) | حمد الله 41' · الغنام 1+45' · العمري 87' · مختار 5+90' | Report | 10' الشهراني · 35' جيوفينكو · 80' 55' (ركلة.) غوميز · 60' إدواردو | الملعب: ملعب الملك فهد الدولي الحضور: 0 الحكم: بينوا باستين |
| ملاحظة: مبارة كانت مجدولة في رزنامة المسابقة الموسم الرياضي الحالي مباراة إياب تاريخ 19 مارس 2020 في ملعب الأمير فيصل بن فهد لكن تم تأجيل الربع الاخير من الموسم بسبب إيقاف النشاط الرياضي وأوضاع جائحة كورونا في جميع أنحاء العالم وفي السعودية. |                                                        |        |                                                                   |                                                             |

| 24 10 أغسطس 2020 | الهلال                                                                 | 2 - 1     | الفتح                                                                            | الرياض                                             |
| 21:00 (ت ع م+03:00) | غوميز 38' (ركلة.) 87' (ركلة.) · الشهراني 79' · هيون 81' · الشهري 4+90' | [ Report] | 38' الحسن · 53' (ه.ذ) غوميز · 69' لاجامي · 73' الزقعان · 82' سعدان · 89' الدوسري | الملعب: ملعب جامعة الملك سعود الحكم: جورجي كاباكوف |
| ملاحظة: مبارة كانت مجدولة في رزنامة المسابقة الموسم الرياضي الحالي مباراة إياب تاريخ 11 أبريل 2020 في ملعب جامعة الملك سعود لكن تم تأجيل الربع الاخير من الموسم بسبب إيقاف النشاط الرياضي وأوضاع جائحة كورونا في جميع أنحاء العالم وفي السعودية. |                                                                        |           |                                                                                  |                                                    |

| 25 15 أغسطس 2020 | العدالة                  | 0 - 4     | الهلال                                                               | الأحساء                                                 |
| 18:55 (ت ع م+03:00) | السلطان 60' الراضي 1+90' | [ Report] | 75' 30' غوميز · 42' جيوفينكو · 80' 53' الدوسري · 2+90' (ركلة.) خربين | الملعب: ملعب الأمير عبد الله بن جلوي الحكم: ماتياس أدار |
| ملاحظة: مبارة كانت مجدولة في رزنامة المسابقة الموسم الرياضي الحالي مباراة إياب تاريخ 16 أبريل 2020 لكن تم تأجيل الربع الاخير من الموسم بسبب إيقاف النشاط الرياضي وأوضاع جائحة كورونا في جميع أنحاء العالم وفي السعودية. |                          |           |                                                                      |                                                         |

| 26 20 أغسطس 2020 | الأهلي                                                                            | 2 - 1     | الهلال                                             | جدة                                                    |
| 20:55 (ت ع م+03:00) | السومة 9' · الاسمري 1+45' · ساريتش 57' · عسيري 74' · المؤشر 76' · أبو شرارة 5+90' | [ Report] | 7' جحفلي · 62' آل بليهي · 72' كاريو · 1+90' كويلار | الملعب: ملعب الملك عبد الله الدولي الحكم: أندريس كونها |
| ملاحظة: مبارة كانت مجدولة في رزنامة المسابقة الموسم الرياضي الحالي مباراة إياب تاريخ 25 أبريل 2020 لكن تم تأجيل الربع الاخير من الموسم بسبب إيقاف النشاط الرياضي وأوضاع جائحة كورونا في جميع أنحاء العالم وفي السعودية. |                                                                                   |           |                                                    |                                                        |

| 27 25 أغسطس 2020 | الهلال                                                          | 2 - 0     | الفيصلي   | الرياض                                             |
| 19:00 (ت ع م+03:00) | كاريو 48' · جيوفينكو 67' · البريك 69' · غوميز 82' · خربين 6+90' | [ Report] | 62' سيلفا | الملعب: ملعب جامعة الملك سعود الحكم: نيستور بيتانا |
| ملاحظة: مبارة كانت مجدولة في رزنامة المسابقة الموسم الرياضي الحالي مباراة إياب تاريخ 30 أبريل 2020 لكن تم تأجيل الربع الاخير من الموسم بسبب إيقاف النشاط الرياضي وأوضاع جائحة كورونا في جميع أنحاء العالم وفي السعودية. |                                                                 |           |           |                                                    |

| 28 29 أغسطس 2020 | الهلال                                                                         | 4 - 1     | الحزم                | الرياض                                               |
| 20:40 (ت ع م+03:00) | الدوسري 8' · غوميز 40' (ركلة.) 53' 56' (ركلة.) · جيوفينكو 3+45' · الشهراني 59' | [ Report] | 3' اليامي · 37' عسله | الملعب: ملعب جامعة الملك سعود الحكم: أندريس تريمانيس |
| ملاحظة: مبارة كانت مجدولة في رزنامة المسابقة الموسم الرياضي الحالي مباراة إياب تاريخ 08 مايو 2020 لكن تم تأجيل الربع الاخير من الموسم بسبب إيقاف النشاط الرياضي وأوضاع جائحة كورونا في جميع أنحاء العالم وفي السعودية. |                                                                                |           |                      |                                                      |

| 29 04 سبتمبر 2020 | الوحدة                                                 | 1 - 3     | الهلال                                                    | مكة المكرمة                                        |
| 20:35 (ت ع م+03:00) | فواز 50' · القرني 55' · باخشوين 58' · ريناتو شافيز 79' | [ Report] | 16' غوميز · 56' محمد كنو · 85' سلمان الفرج · 90+6' كويلار | الملعب: ملعب الملك عبد العزيز الحكم: فيكتور فيريرا |
| ملاحظة: مبارة كانت مجدولة في رزنامة المسابقة الموسم الرياضي الحالي مباراة إياب تاريخ 12 مايو 2020 لكن تم تأجيل الربع الاخير من الموسم بسبب إيقاف النشاط الرياضي وأوضاع جائحة كورونا في جميع أنحاء العالم وفي السعودية. |                                                        |           |                                                           |                                                    |

| 30 09 سبتمبر 2020 | الهلال                     | 2 - 1     | الشباب              | الرياض                                               |
| 20:35 (ت ع م+03:00) | غوميز 20' 70' · البريك 53' | [ Report] | 46' كريستيان خوانكا | الملعب: ملعب جامعة الملك سعود الحكم: جيديانيس مازيكا |
| ملاحظة: مبارة كانت مجدولة في رزنامة المسابقة الموسم الرياضي الحالي مباراة إياب تاريخ 30 مايو 2020 لكن تم تأجيل الربع الاخير من الموسم بسبب إيقاف النشاط الرياضي وأوضاع جائحة كورونا في جميع أنحاء العالم وفي السعودية. |                            |           |                     |                                                      |

1. ↑  لعبت المباريات من 7 مارس وما بعدها بدون حضور جماهيري بسبب المخاوف بشأن تفشي فيروس كورونا.[132]

### دوري أبطال آسيا 2019
- تأهل نادي الهلال رسمياً إلى دور الستة عشر لبطولة دوري أبطال آسيا 2019، بعد تصدر المجموعة الثالثة برصيد 13؛ ليواجه ثاني مجموعة الرابعة من دور المجموعات، الأمر الذي جعله في مواجهه مع مواطنه فريق الأهلي السعودي.[136] أعلن نادي الهلال في 30 يوليو 2019 قائمته النهائية التي اختارها المدير الفني الروماني رازفان لوشيسكو للمشاركة في دور الـ16 من مسابقة دوري أبطال آسيا والتي ستشهد مواجهة الفريق الهلالي أمام نظيره فريق الأهلي مطلع شهر أغسطس.[137]حيث استقر المدرب الروماني رازفان لوشيسكو، اخيتار الرباعي الأجنبي في قائمة الزعيم الآسيوية وهم الفرنسي بافيتيمبي جوميز، الإيطالي جيوفينكو، الكوري الجنوبي جانج سو، والبيروفي أندريه كاريلو.

#### دور الستة عشر
| ذهاب دور 16 06 أغسطس 2019 | الأهلي                                                                   | 2 - 4    | الهلال                                                               | جدة                                                  |
| 19:40 (ت ع م+03:00)       | الخبراني 2' · السومة 6' 61' · دجانيني 39' · أليكسيتش 2+45' · دي سوزا 90' | [Report] | 65' 48' 15' غوميز · 34' بليهي · 36' م.الدوسري · 81' الحافظ · 90'عطيف | الملعب: ملعب الملك عبد الله الدولي الحكم: أحمد الكاف |

| إياب دور 16 13 أغسطس 2019 | الهلال                          | 0 - 1    | الأهلي                                                            | الرياض                                       |
| 21:00 (ت ع م+03:00)       | ناصر 89' باهبري 90' غوميز 3+90' | [Report] | 37' آل فتيل · 41' عسيري · 55' دي سوزا · 68' المؤشر · 3+90' العويس | الملعب: ملعب جامعة الملك سعود الحكم: ما نينغ |

#### دور الثمانية
| ذهاب دور 8 27 أغسطس 2019 | الاتحاد        | 0 - 0     | الهلال    | جدة                                                               |
| 20:20 (ت ع م+03:00)      | عبد الحميد 75' | [ Report] | 45+1' كنو | الملعب: ملعب الملك عبد الله الدولي الحضور: 54.390 الحكم: كريس بيث |

| إياب دور 8 17 سبتمبر 2019 | الهلال                                             | 3 - 1     | الاتحاد                                       | الرياض                                                        |
| 20:20 (ت ع م+03:00)       | الفرج 22' · كاريو 44' · الدوسري 48' · جيوفينكو 79' | [ Report] | 50' 10' الصحفي · 55' فيلانويفا · 76' إميليانو | الملعب: ملعب جامعة الملك سعود الحضور: 22916 الحكم: ريوجي ساتو |

#### نصف النهائي
| ذهاب دور 4 01 أكتوبر 2019 | السد                                                       | 1 - 4        | الهلال                                     | ملعب جاسم بن حمد، الدوحة |
| (ت ع م+03:00)             | غوميز 14' (ه.ذ) · عبد الكريم 35' · عفيف 36' · بونجاح 2+45' | Stats Report | 60' 33' غوميز · 45' آل بليهي · 67' الشلهوب | الحكم: أحمد الكاف        |

| إياب دور 4 22 أكتوبر 2019 | الهلال                                              | 2 - 4        | السد                                                                                                 | استاد جامعة الملك سعود، الرياض |
| 19:15 (ت ع م+03:00)       | الدوسري 13' · البريك 15' · غوميز 25' · الشهراني 89' | Stats Report | 17' (ركلة.) عفيف · 19' تاي هي · 20' الهيدوس · 44' الهاجري · 3+90' 58' خوخي · 68' طارق · 75' أسد الله | الحكم: محمد تقي                |

#### النهائي
- تلعب المباراة النهائية بين المتأهلين في نصف النهائي بين أقطاب غرب وشرق آسيا بنظام الذهاب والإياب ، بترتيب مباراة الذهاب التي يستضيفها فريق من المنطقة الغربية ، والمباراة الثانية التي يستضيفها فريق من المنطقة الشرقية) لتنعكس عن نهائي الموسم السابق من دوري أبطال آسيا .

| الهلال                   | 1 - 0        | أوراوا رد دايموندز |
| ------------------------ | ------------ | ------------------ |
| آل بليهي 38' · كاريو 90' | Stats Report |                    |

| أوراوا رد دايموندز                              | 0 - 2        | الهلال                                 |
| ----------------------------------------------- | ------------ | -------------------------------------- |
| تاكاهيرو 43' تاكويا 53' أيوانامي 57' ماكينو 76' | Stats Report | 74' الدوسري · 76' البريك · 90+3' غوميز |

### كأس العالم للأندية 2019

#### ربع النهائي
| الهلال                               | 1 - 0     | الترجي       |
| ------------------------------------ | --------- | ------------ |
| كويلار 39' · غوميز 73' · كنو 83' 85' | [ Report] | 60' الدربالي |

#### نصف النهائي
| فلامنغو                                                                                | 3 - 1 | الهلال                                                     |
| -------------------------------------------------------------------------------------- | ----- | ---------------------------------------------------------- |
| بينتو 20' 78' · بابلو ماري 1+45' · أراسكايتا 49' · البليهي 82' (ه.ذ) · دييغو ريباس 87' | تقرير | 69' 18' الدوسري · 44' جيوفينكو · 45+2' البليهي · 83' كاريو |

#### مباراة المركز الثالث
| مونتيري                                                       | 2 - 2 | الهلال                                  |
| ------------------------------------------------------------- | ----- | --------------------------------------- |
| أوريتافيسكايا 31' · غونزاليس 55' · ميزا 60' 90' · كاستيلو 64' | تقرير | 35' إدواردو · 66' غوميز                 |
| ركلات الترجيح                                                 |       |                                         |
| غونزاليس · ميدينا · فونيس · فاسكيز · كارديناس                 | 4 - 3 | غوميز · جيوفينكو · إدواردو · هيون · كنو |

### كأس  خادم الحرمين الشريفين
- سحب قرعة مسابقة كأس خادم الحرمين الشريفين للموسم الرياضي ، بمشاركة 64 فريقاً يمثلون أندية دوري كأس محمد بن سلمان للمحترفين، ودوري الأمير محمد بن سلمان للدرجة الأولى للمحترفين، ودوري الدرجة الثانية، بالإضافة إلى المتأهلين من تصفيات دوري الدرجة الثالثة فيما أعلن الاتحاد السعودي لكرة القدم عن جدول مواعيد كأس الملك السعودي 2019-2020 ومباريات دور 32 من تلك البطولة والكأس الغالية كأس الملك سلمان، وقد أقيمت قرعة دور 32 من كأس خادم الحرمين الشريفين 28 نوفمبر 2019 في فندق فيرمونت بالرياض، بحضور مندوبي الأندية المتأهلة لهذا الدور، يقام هذا الدور بخروج الفريق المغلوب من مباراة واحدة، كل الفرق الكبيرة متواجدة بقوة في هذا الدور تُقام مواعيد مباريات دور 32 من كأس الملك السعودي خلال الفترة من 3 حتى 7 ديسمبر 2019،[138] أعلنت لجنة المسابقات بالاتحاد السعودي لكرة القدم موعد مباراتي نصف نهائي كأس خادم الحرمين الشريفين للموسم الرياضي 2019-2020 وحددت اللجنة يوم الثلاثاء 27 أكتوبر المقبل موعداً لإقامة مباراتي نصف النهائي حيث سيلتقي الهلال وأبها على ملعب الأمير فيصل بن فهد بالرياض عند الساعة 5:55 مساء، فيما سيلتقي في المباراة الثانية فريقا الأهلي والنصر على ملعب مدينة الملك عبد الله الرياضية بجدة عند الساعة 8:30 مساء.[139]

#### دور الرابع والستين
| 64 03 نوفمبر 2019   | الهلال                                   | 4 - 1     | عرعر                         | الرياض                                            |
| 19:45 (ت ع م+03:00) | الشلهوب 58' · إدواردو 82' · باهبري 1+90' | [ Report] | 44' (ه.ذ) عادل · 4+90' فهران | الملعب: ملعب جامعة الملك سعود الحكم: شكري الحنفوش |

#### دور الثاني والثلاثين
| 32 07 ديسمبر 2019   | الهلال                                            | 4 - 2  | الجبلين                | الرياض                                           |
| 17:45 (ت ع م+03:00) | الشلهوب 25' · خربين 55' · كاريو 86' · إدواردو 90' | Report | 28' دي مورا · 82' عقبي | الملعب: ملعب جامعة الملك سعود الحكم: محمد الهويش |

#### دور الستة عشر
| 16 03 يناير 2020                                   | الفيصلي                                                                                 | 2 - 2 (5 - 6 ر.ت)                                | الهلال                                                  | المجمعة                                                             |
| 19:50 (ت ع م+03:00)                                | بونيفاسيا 28' (ركلة.) · قاسم 73' · روسي 89' · هايلاند 90' · ملائكة 4+90' · الدوسري 101' | [ Report]                                        | 8' هيون · 18' البريك · 41' جحفلي · 63' الشهري · 71' كنو | الملعب: مدينة الملك سلمان بن عبد العزيز الرياضية الحكم: إيفان بيبيك |
|                                                    |                                                                                         | ركلات جزاء                                       |                                                         |                                                                     |
| هايلاند · رافائيل · ألفيس · الدوسري · إيغور · قاسم |                                                                                         | كاريو · البريك · ناصر · غوميز · المعيوف · العابد |                                                         |                                                                     |

#### دور ربع النهائي
| 8 16 يناير 2020     | الهلال                                    | 2 - 1     | الاتفاق                                                                               | الرياض                                          |
| 18:05 (ت ع م+03:00) | الشهري 4' 97' · باهبري 55' · جيوفينكو 80' | [ Report] | 1+45' الهزاع · 64' محنشي · 72' الربيعي · 81' العمري · 84' (ركلة.) كيش · 115' الكويكبي | الملعب: ملعب جامعة الملك سعود الحكم: بوبي مادين |

## هلاليون في الذاكرة

### وفاة جورج سميث
في 18 يوليو 2019 نعت صحيفة كورسباندينت الإنجليزية وفاة المدرب جورج سميث بعد ثلاثة أسابيع من إصابته بنزيف في المخ عن عمر 84 عامًا، والذي عرف هناك في بلده كلاعب سابق ومدير نادي ستاليبريدج سيلتيك وحارس مرمى موسلي إيه إف سي كانت أولى خطوات جورج التدريبية خارج  بلاده كمدرب لنادي كيفلافيك الأيسلندي، يعتبر نادي هايد إف سي آخر محطاته التدريبية قبل ان يشرف على تدريب نادي الهلال حين قاده لإحراز أول بطولة للدوري الممتاز في الموسم الأول لانطلاق مسابقة الدوري الممتاز عام 1977 ميلادية. وكان الفريق في ذلك الموسم قاب قوسين أو أدنى من ضم كأس الملك للدوري حين وصل المباراة النهائية وقابل النادي الأهلي في المباراة النهائية وتقدم بهدف ثم خرج خاسراً بثلاثية غير متوقعة بنتيحة أخطاء فادحة وقع فيها بعض عناصر الفريق.

### اعتزال «القناص» ياسر القحطاني
مع إعلان ياسر القحطاني قائد الفريق الأول لكرة القدم بنادي الهلال في أبريل عام 2018 الاعتزال منهياً بذلك مسيرته الكروية، صرح وكيل رئيس الهيئة العامة للرياضة لشؤون الإعلام، رجاء الله السلمي، عن قرار رئيس مجلس الإدارة تركي آل الشيخ تكفله بحفل اعتزاله مع فريق عالمي متى رغب اللاعب ذلك. جدد رئيس الهيئة العامة للترفيه معالي المستشار تركي آل الشيخ وعده للنجم ياسر القحطاني قائد المنتخب السعودي والهلال السابق، بإقامة وتنظيم حفل اعتزال النجم الجماهيري، خلال مؤتمر صحافي عقد اليوم الثلاثاء 22 يناير 2019 لتدشين إستراتيجية هيئة الترفيه، قائلاً: ”بالتنسيق مع هيئة الرياضة، فيما استقر القحطاني على تحديد موعد إقامة حفل اعتزاله كرة القدم، بحضور نجوم العالم، يوم الأحد الأول من شهر ديسمبر  ويواجه الهلال فريق Y20 وهي العلامة الخاصة باللاعب في مباراة اعتزال القحطاني والذي يقود هذا الفريق مع عدد من النجوم العالميين والعرب والمحليين مثل فرانشيسكو توتي وأندريا بيرلو وفان بيرسي وصامويل إيتو.
| الهلال                                                           | 5 - 4     | Y20                                                          |
| ---------------------------------------------------------------- | --------- | ------------------------------------------------------------ |
| كاماتشو 7' · الجابر 12' · إدواردو 17' · الشهري 39' · الشلهوب 46' | [ Report] | 26' القحطاني · 48' الفريدي · 52' رونالدينهو · 60' ويليهامسون |

قانون المباراة:
- مباراة استعراضية غير ودية
- مباراة من 60 دقيقة مقسومة إلى شوطين مدة كل شوط 30 دقيقة.
- لا يوجد تحديد في إجراء التغيرات .

مشاركة لاعبين الهلال السابقين:

 يوسف الثنيان

 محمد الدعيع

 كريستيان فيلهلمسون

 ميرل رادوي

 إي يونغ بيو

 كاماتشو

 طارق التايب

 أحمد الفريدي

 عبد الله الزوري

 عبد العزيز بن محمد الدوسري

 عمر عبد الرحمن

 سعود كريري

 أسامة هوساوي

 نيكولاس ميليسي

 ماجد المرشدي

 عبد الملك الخيبري

 عبد اللطيف الغنام

مشاركة لاعبين أخرين:

 حسين عبدالغني

 وليد عبدالله

 حسن معاذ

مشاركة لاعبين عالمين سابقين:

 رونالدينهو

 فرانشيسكو توتي

 أندريا بيرلو

 صامويل إيتو

## دوري أبطال آسيا 2020
سحبت يوم الثلاثاء الموافق 10 ديسمبر 2019 قرعة دور المجموعات في دوري أبطال آسيا 2020 في مقر الاتحاد الآسيوي لكرة القدم بالعاصمة الماليزية كوالالمبور،  أعلنت لجنة المسابقات بالاتحاد الآسيوي لكرة القدم، تأجيل مباراة الجولة الثالثة والهلال ضدّ باختاكور الأوزبكي" سبب تفشي فيروس "كورونا"، في أغلب دول القارة؛ وعلى رأسها الصين وإيران، إلى موعد يتحدّد لاحقاً.
عاش نادي الهلال السعودي أوقاتا عصيبة بعدما ضرب فيروس كورونا بعثة الفريق، المشاركة في بطولة دوري أبطال آسيا، والتي تقام بنظام الدورة المجمعة في قطر.وجاء القرار بإقامة مباريات منطقة غرب قارة آسيا في قطر، بعد وباء فيروس كورونا، حيث أصر الاتحاد القاري على استكمال البطولة منعا لتكبد المزيد من الخسائر حيث توقفت البطولة منذ مارس الماضي.واقترب دور المجموعات من نهايته، ولكن مع استمرار البطولة يوما تلو الآخر تظهر هناك العديد من الإصابات بفيروس كورونا داخل فريق الهلال السعودي.
وتعرض للإصابة كل من محمد الواكد وسلمان الفرج ومحمد البريك وحمد العبدان وصالح الشهري، ياسر الشهراني ونواف الغامدي وعبد الله الحافظ وعبد الله الجدعاني وسيباستيان جيوفينكو وسالم الدوسري وبافيتيمبي جوميز وعلي البليهي ومتعب المفرج.ليس هذا فقط، بل انضم لقائمة اللاعبين الروماني رازفان مدرب الهلال إلى المصابين بفيروس كورونا حيث ظهرت 11 حالة إيجابية في باقي الجهاز الطبي والإداري والفني بالفريق، ليرتفع عدد الحالات الإجمالية إلى 24 حالة داخل الفريق من بينها 14 لاعبا.
وتقدمت إدارة نادي الهلال بطلب تأجيل مباراته أمام شاهر خودرو الإيراني، المقرر إقامتها، الأحد، ضمن المرحلة الخامسة من دوري أبطال آسيا، وهو الأمر الذي قوبل بالرفض من جانب الاتحاد الآسيوي.
على آثرها قررت إدارة نادي الهلال السعودي طلبها لقائد الفريق محمد الشلهوب بعمل مسحة طبية وجاهزية الاستدعاء وامكانية المشاركة في مباراة المقبلة يوم الأحد أمام فريق شاهر خودرو الإيراني في الجولة الخامسة من دور المجموعات ببطولة دوري أبطال آسيا. وكان الشلهوب قد أعلن بنهاية الموسم الحالي 2019 – 2020 من الدوري السعودي للمحترفين، الذي توج به «الزعيم» اعتزاله رسميًا عن المشاركة في كرة القدم، إلا أن النادي قرر استدعاءه بسبب الحالات المتزايدة المصابة بفيروس كورونا المستجد «كوفيد-19». في 21 سبتمبر 2020 أعلن نادي الهلال السعودي، عبر صفحته الرسمية على موقع تويتر إصابة 3 من لاعبيه، شاركوا في مباراة الفريق أمام شهر خودرو الإيراني، بفيروس كورونا المستجد إضافة إلى أحد أعضاء الجهاز الفني وأخصائي التغذية، ويخضعون للعزل الصحي وفقًا للبروتوكولات الطبية المعتمدة من الاتحاد الآسيوي لكرة القدم. في 22 سبتمبر 2020 أوضحت الفحوص إصابة لاعب فريق الهلال الأول لكرة القدم «ناصر الدوسري» بفيروس كورونا، إلى جانب أحد أخصائيي العلاج، ويخضع الثنائي للعزل الصحي وفقًا للبروتوكولات الطبية المعتمدة من الاتحاد الآسيوي لكرة القدم.
أصدر الاتحاد الآسيوي لكرة القدم، مساء اليوم الأربعاء، قرار رسميا عبر موقعه الرسمى، باعتبار نادى الهلال السعودى حامل اللقب منسحبا من منافسات النسخة الحالية من مسابقة دوري أبطال آسيا 2020، بعدما أخفق نادي الهلال السعودي في تقديم اللائحة المطلوبة التي تضم 13 لاعباً من أجل خوض نظيره شباب الأهلى دبى الإماراتى، التي كان مقررا إقامتها في تمام الثامنة مساء يوم الأربعاء على ستاد خليفة الدولى، ضمن منافسات الجولة السادسة والأخيرة من مرحلة المجموعات لمسابقة دوري أبطال آسيا 2020، التي تم استئنافها مؤخرا بعد توقف دام لعدة أشهر بسبب انتشار فيروس كورونا المستجد «كوفيد 19».
ذكر الاتحاد الآسيوي في بيانه «أخفق نادي الهلال السعودي في تقديم اللائحة المطلوبة التي تضم 13 لاعباً من أجل خوض المباراة ضمن المجموعة الثانية في دوري أبطال آسيا لمنطقة الغرب، أمام شباب الأهلي دبي الإماراتي. وذلك بحسب المادة 4.3 من اللوائح الخاصة لبطولات الاتحاد الآسيوي لكرة القدم خلال جائحة كوفيد-19، وبالتالي تم اعتباره منسحباً من البطولة».
أضاف البيان «وتم اعتبار جميع المباريات التي خاضها نادي الهلال (الذي قام بتقديم قائمة تضم 11 لاعباً للمباراة) لاغية وغير محتسبة، وذلك بحسب المادة 6 من تعليمات دوري أبطال آسيا، وبالتالي فقد تأهل باختاكور الأوزبكي وشباب الأهلي دبي إلى دور الـ16».وواصل البيان «سمحت تعليمات البطولة بتسجيل 35 لاعباً في كل نادي، ولكن الهلال قام بتسجيل 30 لاعباً، ومن بين هؤلاء سافر 27 لاعباً مع الفريق إلى الدوحة. ومن أجل دعم الجهازية الفنية للنادي المتأثر بحالات كوفيد-19 سمح الاتحاد الآسيوي لكرة القدم بإضافة حارسي مرمى من أجل استبدال حراس المرمى الذين جاءت نتيجة فحوصاتهم إيجابية لفايروس كوفيد-19».
وتابع بيان الاتحاد الآسيوى «وعمل مع الاتحاد القطري لكرة القدم من أجل تسهيل وصول حارسي المرمى البديلين إلى جانب لاعبين آخرين كانا مسجلين في القائمة الأولية ولم يسافرا مع الفريق، وكذلك مسؤولين آخرين، وبأسرع وقت إلى الدوحة».وكان تشكيل الهلال السعودى للمباراة، ضم 9 لاعبين فقط بسبب غياب عدد كبير اللاعبين لإصابتهم بفيروس كورونا المستجد «كوفيد 19»، حيث جاء كالتالى..المعيوف في حراسة المرمى، أمير كردي، جيانج هيون سو، وليد الأحمد، مدالله العليان، منصور البيشي، هتان باهبري، كاريلو، تركي المطيري، فيما يجلس على مقاعد بدلاء الهلال الثنائى: عبد الله البيشي (حارس مرمى)، أحمد الجبيع (حارس مرمى).
وتشترط قوانين دوري أبطال آسيا، أن لا تقل قائمة كل فريق عن 13 لاعباً على الأقل لإقامة المباراة، إلا أن قائمة الهلال ضمت 11 لاعبا فقط منهم 3 حراس مرمى، وكان الهلال متأهلا لدور الـ16 قبل خوض مباراته ضد شباب الاهلي اخر جولة في مباريات دور المجموعات بعدما وصل رصيده إلى 11 نقطة، في صدارة المجموعة الثانية، ويحتل باختاكور المركز الثانى في ترتيب المجموعة الثانية برصيد 8 نقاط متفوقا بفارق نقطة واحدة عن شباب الأهلى دبى.
| م | الفريق      | لعب | ف | ت | خ | أ.له | أ.ع | أ.ف | نقاط | التأهل    |  | باختاكور | شباب الأهلي | شهر خودرو | الهلال |
| - | ----------- | --- | - | - | - | ---- | --- | --- | ---- | --------- |  | -------- | ----------- | --------- | ------ |
| 1 | باختاكور    | 4   | 3 | 1 | 0 | 6    | 1   | +5  | 10   | دور الـ16 |  | —        | 2–1         | 3–0       | 0–0    |
| 2 | شباب الأهلي | 4   | 2 | 1 | 1 | 3    | 2   | +1  | 7    | دور الـ16 |  | 0–0      | —           | 1–0       | 1–2    |
| 3 | شهر خودرو   | 4   | 0 | 0 | 4 | 0    | 6   | −6  | 0    |           |  | 0–1      | 0–1         | —         | 0–0    |
| 4 | الهلال      | 0   | 0 | 0 | 0 | 0    | 0   | 0   | 0    | انسحب     |  | 2–1      | 23 سبتمبر   | 2–0       | —      |

1. ↑  لم يتمكن الهلال من خوض مباراته الأخيرة من دور المجموعات ضد شباب الأهلي بسبب عدم وجود سوى 11 لاعبًا متبقيًا مع الفريق المتبقي. وعدم تقديم اللائحة المطلوبة التي تضم 13 لاعباً من أجل خوض المباراة ضمن المجموعة الثانية في دوري أبطال آسيا لمنطقة الغرب، أمام شباب الأهلي دبي الإماراتي نتيجة اختبار الأعضاء الإيجابية لـ  كورونا-19، بالتالي تم اعتباره منسحبًا من البطولة،  بحسب المادة 4.3 من اللوائح الخاصة لبطولات الاتحاد الآسيوي لكرة القدم خلال جائحة كوفيد-19 واعتبار جميع المباريات السابقة التي لعبها الهلال "لاغية وغير محتسبة" ولن تؤخذ في الاعتبار في تحديد الترتيب النهائي للمجموعة.[152]

  فوز
  تعادل
  خسارة
  مؤجلة

### المجموعة الثانية
| 01 10 فبراير 2020   | الهلال                | 2 - 0 | شهر خودرو | ملعب زعبيل، دبي (الإمارات العربية المتحدة) |
| 17:40 (ت ع م+03:00) | كاريو 45' · غوميز 70' | تقرير | 57' نعمتي | الحضور: 3,801 الحكم: كو هيونغ جين          |

| 02 17 فبراير 2020   | شباب الأهلي                      | 1 - 2 | الهلال                                | ملعب آل راشد، دبي                    |
| 16:30 (ت ع م+03:00) | النقبي 14' · جابر 24' · وليد 69' | تقرير | 14' عطيف · 72' 36' غوميز · 66' البريك | الحضور: 6,240 الحكم: هيرويوكي كيمورا |

| 03 14 سبتمبر 2020                                                                                    | الهلال                                       | 2 - 1 | باختاكور                                                              | قطر                                                |
| 21:00 (ت ع م+03:00)                                                                                  | الشهراني 26' · جيوفينكو 1+45' · باهبري 7+90' | تقرير | 64' سويونوف · 70' دردييوك · 81' شيران · 90' إسماعيلوف · 90+3' كوميلوف | الملعب: استاد الجنوب الحضور: 0 الحكم: كو هيونغ جين |
| ملاحظة: المباراة كان مجدولة حسب رزنامة الاتحاد الاسيوي بتاريخ 03 مارس 2020 على ملعب جامعة الملك سعود |                                              |       |                                                                       |                                                    |

| 04 17 سبتمبر 2020                                                            | باختاكور        | 0 - 0 | الهلال  | قطر                                                 |
|                                                                              | إسماعيلوف 45+1' | تقرير | 66' كنو | الملعب: استاد الجنوب الحضور: 0 الحكم: نواف شكر الله |
| ملاحظة: المباراة كانت مجدولة حسب رزنامة الاتحاد الاسيوي بتاريخ 06 أبريل 2020 |                 |       |         |                                                     |

| 05 20 سبتمبر 2020                                                            | شهر خودرو                      | 0 - 0 | الهلال | قطر                                              |
|                                                                              | محمد غازي 21' أوميد منصوري 67' | تقرير |        | الملعب: استاد الجنوب الحضور: 0 الحكم: أحمد العلي |
| ملاحظة: المباراة كانت مجدولة حسب رزنامة الاتحاد الاسيوي بتاريخ 21 أبريل 2020 |                                |       |        |                                                  |

| 06 23 سبتمبر 2020                                                                                     | الهلال | ألغاء المباراة | شباب الأهلي | قطر                                                    |
| |        | تقرير          |             | الملعب: استاد خليفة الدولي الحضور: 0 الحكم: أحمد الكاف |
| ملاحظة: المباراة كانت مجدولة حسب رزنامة الاتحاد الاسيوي بتاريخ 05 مايو 2020 على ملعب جامعة الملك سعود |        |                |             |                                                        |

1. ↑  وستقام المباريات بين ممثلي الاندية السعودية وممثلي الاندية الإيرانية على ملاعب محايدة بسبب تدهور العلاقات الإيرانية السعودية.
2. 1 2 3 4  في 9 يوليو 2020 ، أعلن الاتحاد الآسيوي عن جدول جديد لمرحلة المجموعات لدوري أبطال آسيا 2020.[153][154] في 16 يوليو 2020 ، أعلن الاتحاد الآسيوي لكرة القدم أن قطر ستستضيف دوري أبطال آسيا 2020 في المنطقة الغربية من دور المجموعات إلى الدور نصف النهائي.
.[155]
3. ↑  لم يتمكن الهلال من خوض مباراته الأخيرة من دور المجموعات ضد شباب الأهلي بسبب عدم وجود سوى 11 لاعبًا متبقيًا مع الفريق المتبقي. نتيجة اختبار الأعضاء إيجابية لـ  كورونا-19. اعتبروا منسحبين من المنافسة ، وتعتبر جميع المباريات السابقة التي لعبها الهلال "لاغية" ولن تؤخذ في الاعتبار في تحديد الترتيب النهائي للمجموعة.

## إحصاءات

### المدرب
اعتباراً من 09 يوليو 2019
| م | الجنسية | المدرب         | مباريات ودية | مباريات ودية | مباريات ودية | مباريات ودية | دوري المحترفين | دوري المحترفين | دوري المحترفين | دوري المحترفين | دوري أبطال آسيا 2019 | دوري أبطال آسيا 2019 | دوري أبطال آسيا 2019 | دوري أبطال آسيا 2019 | كأس خادم الحرمين الشريفين | كأس خادم الحرمين الشريفين | كأس خادم الحرمين الشريفين | كأس خادم الحرمين الشريفين | كأس العالم للأندية 2019 | كأس العالم للأندية 2019 | كأس العالم للأندية 2019 | كأس العالم للأندية 2019 | دوري أبطال آسيا 2020 | دوري أبطال آسيا 2020 | دوري أبطال آسيا 2020 | دوري أبطال آسيا 2020 | المجموع | المجموع | المجموع | المجموع |
| م | الجنسية | المدرب         | مباراة       | فوز          | تعادل        | خسارة        | مباراة         | فوز            | تعادل          | خسارة          | مباراة               | فوز                  | تعادل                | خسارة                | مباراة                    | فوز                       | تعادل                     | خسارة                     | مباراة                  | فوز                     | تعادل                   | خسارة                   | مباراة               | فوز                  | تعادل                | خسارة                | مباراة  | فوز     | تعادل   | خسارة   |
| - | ------- | -------------- | ------------ | ------------ | ------------ | ------------ | -------------- | -------------- | -------------- | -------------- | -------------------- | -------------------- | -------------------- | -------------------- | ------------------------- | ------------------------- | ------------------------- | ------------------------- | ----------------------- | ----------------------- | ----------------------- | ----------------------- | -------------------- | -------------------- | -------------------- | -------------------- | ------- | ------- | ------- | ------- |
| 1 | رومانيا | رازفان لوشيسكو | 12           | 11           | 1            |              | 30             | 22             | 6              | 2              | 8                    | 5                    | 1                    | 2                    | 4                         | 4                         |                           |                           | 3                       | 1                       |                         | 2                       | 5                    | 3                    | 2                    |                      | 62      | 46      | 10      | 6       |

آخر تحديث: 17 سبتمبر 2020.

مصدر: [بحاجة لمصدر]

#### المحصلة النهائية للمدرب هذا الموسم
| م | المدرب         | البلد   | فترة التدريب | مباريات | فاز | تعادل | خسر | نسبة الفوز | أهم النتائج |
| - | -------------- | ------- | ------------ | ------- | --- | ----- | --- | ---------- | --- |
| 1 | رازفان لوشيسكو | رومانيا | كامل الموسم  | 50      | 35  | 9     | 6   | 70%        | دوري أبطال آسيا 2019 – التتويج باللقب. كأس العالم للأندية 2019 – مباراة تحديد المركز الثالث دوري كأس الأمير محمد بن سلمان للمحترفين – التتويج باللقب كأس خادم الحرمين الشريفين 2019–20 – تخطى دور ربع النهائي (وتوقف البطولة) دوري أبطال آسيا 2020 – استبعاد من البطولة |

### اللاعبين

#### الظهور والأهداف والانضباط
اعتباراً من 06 أغسطس 2019 تدل الأرقام الواردة بين (قوسين) على تواجد اللاعب ضمن مقاعد البدلاء الفريق دون المشاركة في المباراة.
| الرقم                          | الجنسية                        | أسماء اللاعبين                 | المركز                         | دوري كأس الأمير محمد بن سلمان | دوري كأس الأمير محمد بن سلمان | دوري كأس الأمير محمد بن سلمان | دوري كأس الأمير محمد بن سلمان | دوري أبطال آسيا 2019 | دوري أبطال آسيا 2019 | دوري أبطال آسيا 2019 | دوري أبطال آسيا 2019 | كأس خادم الحرمين الشريفين | كأس خادم الحرمين الشريفين | كأس خادم الحرمين الشريفين | كأس خادم الحرمين الشريفين | كأس العالم للأندية 2019 | كأس العالم للأندية 2019 | كأس العالم للأندية 2019 | كأس العالم للأندية 2019 | دوري أبطال آسيا 2020 | دوري أبطال آسيا 2020 | دوري أبطال آسيا 2020 | دوري أبطال آسيا 2020 | المجموع | المجموع | المجموع | المجموع  |
| الرقم                          | الجنسية                        | أسماء اللاعبين                 | المركز                         | مباراة                        | هدف                           | أنذر                          | Red card                      | مباراة               | هدف                  | أنذر                 | Red card             | مباراة                    | هدف                       | أنذر                      | Red card                  | مباراة                  | هدف                     | أنذر                    | Red card                | مباراة               | هدف                  | أنذر                 | Red card             | مباراة  | هدف     | أنذر    | Red card |
| ------------------------------ | ------------------------------ | ------------------------------ | ------------------------------ | ----------------------------- | ----------------------------- | ----------------------------- | ----------------------------- | -------------------- | -------------------- | -------------------- | -------------------- | ------------------------- | ------------------------- | ------------------------- | ------------------------- | ----------------------- | ----------------------- | ----------------------- | ----------------------- | -------------------- | -------------------- | -------------------- | -------------------- | ------- | ------- | ------- | -------- |
| 1                              | السعودية                       | عبد الله المعيوف               | GK                             | 27 (1)                        | 1                             |                               |                               | 8                    |                      |                      |                      | 3                         |                           |                           |                           | 3                       |                         |                         |                         | 5                    |                      |                      |                      | 46 (1)  | 1       |         |          |
| 20                             | كوريا الجنوبية                 | جانغ هيون سو                   | DF                             | 22 (1)                        |                               | 3                             |                               | 8                    |                      |                      |                      | 2                         |                           |                           |                           | 3                       |                         |                         |                         | 5                    |                      |                      |                      | 40 (1)  |         | 3       |          |
| 5                              | السعودية                       | علي البليهي                    | DF                             | 14 (9)                        | 2                             | 2                             | 1                             | 8                    | 1                    | 2                    |                      | 4                         |                           |                           |                           | 3                       |                         | 1                       |                         | 3                    |                      |                      |                      | 32 (9)  | 3       | 5       | 1        |
| 2                              | السعودية                       | محمد البريك                    | RW                             | 20 (3)                        | 1                             | 4                             |                               | 5                    |                      | 1                    |                      | 2 (1)                     | 1                         |                           |                           | 3                       |                         |                         |                         | 1                    |                      | 1                    |                      | 31 (4)  | 2       | 6       |          |
| 12                             | السعودية                       | ياسر الشهراني                  | LW                             | 25 (1)                        |                               | 7                             |                               | 8                    |                      |                      |                      | 2                         |                           |                           |                           | 3                       |                         |                         |                         | 3                    |                      | 1                    |                      | 41 (1)  |         | 9       |          |
| 28                             | السعودية                       | محمد كنو                       | CM                             | 20 (4)                        | 1                             | 1                             |                               | 7                    |                      | 1                    |                      | 2                         |                           | 1                         |                           | 2                       |                         | 2                       | 1                       | 5                    |                      | 1                    |                      | 36 (4)  | 1       | 6       | 1        |
| 7                              | السعودية                       | سلمان الفرج                    | CM                             | 18 (2)                        | 2                             | 5                             |                               | 7                    |                      | 1                    |                      | 1 (1)                     |                           |                           |                           |                         |                         |                         |                         | 2                    |                      |                      |                      | 28 (3)  | 2       | 6       |          |
| 19                             | بيرو                           | أندريه كاريو                   | RW                             | 27                            | 4                             | 3                             |                               | 8                    | 2                    |                      |                      | 3                         | 1                         |                           |                           | 2                       |                         |                         | 1                       | 5                    | 1                    |                      |                      | 45      | 8       | 3       | 1        |
| 29                             | السعودية                       | سالم الدوسري                   | RM                             | 21 (3)                        | 4                             | 2                             |                               | 8                    | 3                    |                      |                      | 1                         |                           |                           |                           | 3                       | 1                       | 1                       |                         | 4                    |                      |                      |                      | 37 (3)  | 8       | 3       |          |
| 3                              | البرازيل                       | كارلوس إدواردو                 | SS                             | 22                            | 12                            | 1                             |                               |                      |                      |                      |                      | 3                         | 2                         |                           |                           | 3                       | 1                       |                         |                         |                      |                      |                      |                      | 28      | 15      | 1       |          |
| 18                             | فرنسا                          | بافيتيمبي غوميز                | FM                             | 29 (1)                        | 27                            | 1                             |                               | 8                    | 7                    | 1                    |                      | 2 (1)                     |                           |                           |                           | 3                       | 2                       |                         |                         | 4                    | 3                    |                      |                      | 46 (2)  | 39      | 2       |          |
| 30                             | السعودية                       | محمد الواكد                    | GK                             | 3 (26)                        |                               |                               |                               | 0 (8)                |                      |                      |                      | 1 (2)                     |                           |                           |                           | 0 (3)                   |                         |                         |                         | 0 (2)                |                      |                      |                      | 4 (41)  |         |         |          |
| 22                             | السعودية                       | أمير كردي                      | RW                             | 5 (12)                        |                               | 1                             |                               | 1                    |                      |                      |                      | 2 (2)                     |                           |                           |                           | 0 (3)                   |                         |                         |                         | 3                    |                      |                      |                      | 11 (17) |         | 1       |          |
| 70                             | السعودية                       | محمد جحفلي                     | DF                             | 13 (12)                       |                               | 3                             |                               | 0 (3)                |                      |                      |                      | 4                         |                           | 1                         |                           | 0 (3)                   |                         |                         |                         | 2 (2)                |                      |                      |                      | 19 (19) |         | 4       |          |
| 17                             | السعودية                       | عبد الله الحافظ                | DF                             | 15 (8)                        |                               |                               |                               | 4 (3)                | 1                    |                      |                      | 0 (3)                     |                           |                           |                           | 1 (2)                   |                         |                         |                         | 3                    |                      |                      |                      | 23 (16) | 1       |         |          |
| 13                             | السعودية                       | حسن كادش                       | LW                             | 6 (3)                         |                               |                               |                               | 0 (3)                |                      |                      |                      | 2                         |                           |                           |                           | 0 (3)                   |                         |                         |                         |                      |                      |                      |                      | 8 (9)   |         |         |          |
| 8                              | السعودية                       | عبد الله عطيف                  | CM                             | 8 (3)                         |                               | 1                             |                               | 5                    |                      | 1                    |                      | 0 (2)                     |                           |                           |                           | 3                       |                         |                         |                         | 2                    |                      |                      |                      | 18 (5)  |         | 2       |          |
| 16                             | السعودية                       | ناصر الدوسري                   | DM                             | 9 (15)                        |                               |                               |                               | 3 (2)                |                      | 1                    |                      | 3 (1)                     |                           |                           |                           |                         |                         |                         |                         | 3 (1)                |                      |                      |                      | 18 (19) |         | 1       |          |
| 24                             | السعودية                       | نواف العابد                    | LM                             | 13 (6)                        | 2                             | 1                             |                               | 4 (3)                |                      |                      |                      | 3                         |                           |                           |                           | 1 (2)                   |                         |                         |                         | 1 (1)                |                      |                      |                      | 22 (12) | 2       | 1       |          |
| 27                             | السعودية                       | هتان باهبري                    | RM                             | 10 (11)                       |                               | 1                             |                               | 3 (5)                |                      | 1                    |                      | 2 (1)                     | 1                         |                           |                           | 1 (2)                   |                         |                         |                         | 3 (2)                | 1                    |                      |                      | 20 (20) | 2       | 2       |          |
| 9                              | إيطاليا                        | سيباستيان جيوفينكو             | FM                             | 26 (1)                        | 7                             | 4                             |                               | 8                    | 1                    |                      |                      | 2                         |                           |                           |                           | 2 (1)                   |                         | 1                       |                         | 4                    | 1                    |                      |                      | 42 (2)  | 9       | 5       |          |
| 77                             | سوريا                          | عمر خربين                      | SS                             | 16 (1)                        | 6                             |                               |                               |                      |                      |                      |                      | 1                         | 1                         |                           |                           | 3                       |                         |                         |                         |                      |                      |                      |                      | 20 (1)  | 7       |         |          |
| 40                             | السعودية                       | نواف الغامدي                   | GK                             | 0 (2)                         |                               |                               |                               |                      |                      |                      |                      | 0 (2)                     |                           |                           |                           | 0 (3)                   |                         |                         |                         | 0 (1)                |                      |                      |                      | 0 (8)   |         |         |          |
| 32                             | السعودية                       | متعب المفرج                    | DF                             |                               |                               |                               |                               |                      |                      |                      |                      |                           |                           |                           |                           |                         |                         |                         |                         | 0 (2)                |                      |                      |                      | 0 (2)   |         |         |          |
| 23                             | السعودية                       | مد الله العليان                | RB                             | 12 (2)                        |                               | 2                             |                               |                      |                      |                      |                      |                           |                           |                           |                           |                         |                         |                         |                         | 3 (1)                |                      |                      |                      | 15 (3)  |         | 2       |          |
| 32                             | السعودية                       | محمد سالم الدوسري              | DF                             |                               |                               |                               |                               | 1                    |                      | 1                    |                      |                           |                           |                           |                           |                         |                         |                         |                         |                      |                      |                      |                      | 1       |         | 1       |          |
| 35                             | السعودية                       | محمد الكنيدري                  | DF                             |                               |                               |                               |                               |                      |                      |                      |                      |                           |                           |                           |                           |                         |                         |                         |                         | 1 (2)                |                      |                      |                      | 1 (2)   |         |         |          |
| 6                              | كولومبيا                       | غوستافو كويلار                 | DM                             | 26 (1)                        |                               | 6                             |                               |                      |                      |                      |                      | 3                         |                           |                           |                           | 3                       |                         | 1                       |                         |                      |                      |                      |                      | 32 (1)  |         | 7       |          |
| 39                             | السعودية                       | نواف شراحيلي                   | CM                             |                               |                               |                               |                               |                      |                      |                      |                      |                           |                           |                           |                           |                         |                         |                         |                         |                      |                      |                      |                      |         |         |         |          |
| 35                             | السعودية                       | منصور البيشي                   | CM                             |                               |                               |                               |                               |                      |                      |                      |                      |                           |                           |                           |                           |                         |                         |                         |                         | 1 (2)                |                      |                      |                      | 1 (2)   |         |         |          |
| 10                             | السعودية                       | محمد الشلهوب                   | CM                             | 5 (16)                        |                               |                               |                               | 7 (1)                | 1                    |                      |                      | 2 (1)                     | 2                         |                           |                           | 0 (3)                   |                         |                         |                         |                      |                      |                      |                      | 14 (21) | 3       |         |          |
| 41                             | السعودية                       | ذعار العتيبي                   | CM                             | 1 (6)                         |                               |                               |                               |                      |                      |                      |                      | 2 (1)                     |                           |                           |                           |                         |                         |                         |                         |                      |                      |                      |                      | 3 (7)   |         |         |          |
| 11                             | السعودية                       | صالح الشهري                    | FM                             | 19 (7)                        | 4                             | 1                             |                               | 0 (5)                |                      |                      |                      | 3                         | 3                         |                           |                           |                         |                         |                         |                         | 1 (1)                |                      |                      |                      | 23 (13) | 7       | 1       |          |
| 31                             | السعودية                       | عبد الله الجدعاني              | GK                             |                               |                               |                               |                               |                      |                      |                      |                      |                           |                           |                           |                           |                         |                         |                         |                         | 0 (1)                |                      |                      |                      | 0 (1)   |         |         |          |
| 34                             | السعودية                       | وليد الأحمد                    | DF                             |                               |                               |                               |                               |                      |                      |                      |                      |                           |                           |                           |                           |                         |                         |                         |                         |                      |                      |                      |                      |         |         |         |          |
| 55                             | السعودية                       | حمد العبدان                    | CM                             | 0 (2)                         |                               |                               |                               |                      |                      |                      |                      |                           |                           |                           |                           |                         |                         |                         |                         |                      |                      |                      |                      | 0 (2)   |         |         |          |
| 50                             | السعودية                       | عبدالله البيشي                 | GK                             |                               |                               |                               |                               |                      |                      |                      |                      |                           |                           |                           |                           |                         |                         |                         |                         | 0 (1)                |                      |                      |                      | 0 (1)   |         |         |          |
| 60                             | السعودية                       | أحمد الجبيع                    | GK                             |                               |                               |                               |                               |                      |                      |                      |                      |                           |                           |                           |                           |                         |                         |                         |                         | 0 (1)                |                      |                      |                      | 0 (1)   |         |         |          |
| 33                             | السعودية                       | تركي المطيري                   | FM                             |                               |                               |                               |                               |                      |                      |                      |                      |                           |                           |                           |                           |                         |                         |                         |                         | 1                    |                      |                      |                      | 1       |         |         |          |
| 21                             | السعودية                       | يزن جاري                       | GK                             |                               |                               |                               |                               |                      |                      |                      |                      |                           |                           |                           |                           |                         |                         |                         |                         |                      |                      |                      |                      |         |         |         |          |
| هدف عكسي (سجله الخصم في مرماه) | هدف عكسي (سجله الخصم في مرماه) | هدف عكسي (سجله الخصم في مرماه) | هدف عكسي (سجله الخصم في مرماه) |                               | 1                             |                               |                               |                      |                      |                      |                      |                           | 1                         |                           |                           |                         |                         |                         |                         |                      |                      |                      |                      |         | 2       |         |          |
| المجموع                        | المجموع                        | المجموع                        | المجموع                        | المجموع                       | 73                            | 49                            | 1                             |                      | 16                   | 10                   |                      |                           | 11                        | 2                         |                           |                         | 4                       | 6                       | 2                       |                      | 6                    | 3                    |                      |         | 110     | 71      | 3        |

- الأرقام الواردة بين قوسين تدل على ظهور اللاعب ضمن مقاعد البدلاء الفريق دون المشاركة في المباراة.

#### ترتيب الهدافين
اعتباراً من 06 أغسطس 2019
| م       | الرقم   | الجنسية  | اللاعب             | المركز  | دوري السعودي للمحترفين | دوري أبطال آسيا 2019 | كأس خادم الحرمين الشريفين | كأس العالم للأندية 2019 | دوري أبطال آسيا 2020 | المجموع |
| ------- | ------- | -------- | ------------------ | ------- | ---------------------- | -------------------- | ------------------------- | ----------------------- | -------------------- | ------- |
| 1       | 18      | فرنسا    | بافيتيمبي غوميز    | FM      | 27                     | 7                    |                           | 2                       | 3                    | 39      |
| 2       | 3       | البرازيل | كارلوس إدواردو     | CM      | 12                     |                      | 2                         | 1                       |                      | 15      |
| 3       | 19      | بيرو     | أندريه كاريو       | RW      | 4                      | 2                    | 1                         |                         | 1                    | 8       |
| 3       | 9       | إيطاليا  | سيباستيان جيوفينكو | FM      | 7                      | 1                    |                           |                         | 1                    | 8       |
| 4       | 29      | السعودية | سالم الدوسري       | RW      | 4                      | 3                    |                           | 1                       |                      | 8       |
| 5       | 40      | السعودية | صالح الشهري        | FM      | 4                      |                      | 3                         |                         |                      | 7       |
| 6       | 77      | سوريا    | عمر خربين          | FM      | 6                      |                      | 1                         |                         |                      | 7       |
| 7       | 10      | السعودية | محمد الشلهوب       | LM      |                        | 1                    | 2                         |                         |                      | 3       |
| 8       | 5       | السعودية | علي البليهي        | DF      | 2                      | 1                    |                           |                         |                      | 3       |
| 9       | 24      | السعودية | نواف العابد        | LM      | 2                      |                      |                           |                         |                      | 2       |
| 9       | 2       | السعودية | محمد البريك        | RB      | 1                      |                      | 1                         |                         |                      | 2       |
| 9       | 7       | السعودية | سلمان الفرج        | DM      | 2                      |                      |                           |                         |                      | 2       |
| 9       | 27      | السعودية | هتان باهبري        | RW      |                        |                      | 1                         |                         | 1                    | 2       |
| 10      | 17      | السعودية | عبد الله الحافظ    | DF      |                        | 1                    |                           |                         |                      | 1       |
| 10      | 1       | السعودية | عبد الله المعيوف   | GK      | 1                      |                      |                           |                         |                      | 1       |
| 10      | 28      | السعودية | محمد كنو           | DM      | 1                      |                      |                           |                         |                      | 1       |
| المجموع | المجموع | المجموع  | المجموع            | المجموع | 73                     | 16                   | 11                        | 4                       | 6                    | 110     |

آخر تحديث: 14 سبتمبر 2020.

مصدر: [بحاجة لمصدر]

#### ترتيب صناع الأهداف
اعتباراً من 06 أغسطس 2019.
| م       | الرقم   | الجنسية        | اللاعب             | المركز  | دوري السعودي للمحترفين | دوري أبطال آسيا 2019 | كأس خادم الحرمين الشريفين | كأس العالم للأندية 2019 | دوري أبطال آسيا 2020 | المجموع |
| ------- | ------- | -------------- | ------------------ | ------- | ---------------------- | -------------------- | ------------------------- | ----------------------- | -------------------- | ------- |
| 1       | 19      | بيرو           | أندريه كاريو       | RW      | 5                      | 3                    | 1                         | 1                       | 2                    | 12      |
| 2       | 9       | إيطاليا        | سيباستيان جيوفينكو | FM      | 5                      | 3                    |                           |                         | 1                    | 9       |
| 3       | 29      | السعودية       | سالم الدوسري       | RW      | 7                      | 1                    | 1                         |                         | 1                    | 10      |
| 4       | 2       | السعودية       | محمد البريك        | RB      | 6                      | 1                    | 2                         | 1                       |                      | 10      |
| 5       | 77      | سوريا          | عمر خربين          | FM      | 4                      |                      | 1                         |                         |                      | 5       |
| 6       | 18      | فرنسا          | بافيتيمبي غوميز    | FM      | 4                      |                      |                           |                         |                      | 4       |
| 7       | 12      | السعودية       | ياسر الشهراني      | RB      | 4                      | 1                    |                           | 1                       |                      | 6       |
| 8       | 27      | السعودية       | هتان باهبري        | RW      | 2                      |                      |                           |                         |                      | 2       |
| 8       | 24      | السعودية       | نواف العابد        | LM      |                        | 1                    | 1                         |                         |                      | 2       |
| 8       | 5       | السعودية       | علي البليهي        | DF      | 1                      |                      | 1                         |                         |                      | 2       |
| 8       | 22      | السعودية       | أمير كردي          | RB      | 1                      |                      | 1                         |                         |                      | 2       |
| 8       | 40      | السعودية       | صالح الشهري        | FM      | 2                      |                      |                           |                         |                      | 2       |
| 8       | 7       | السعودية       | سلمان الفرج        | DM      | 2                      |                      |                           |                         |                      | 2       |
| 8       | 28      | السعودية       | محمد كنو           | CM      |                        | 1                    |                           |                         | 1                    | 2       |
| 9       | 13      | السعودية       | حسن كادش           | LB      | 1                      |                      |                           |                         |                      | 1       |
| 9       | 16      | السعودية       | ناصر الدوسري       | DM      |                        |                      | 1                         |                         |                      | 1       |
| 9       | 3       | البرازيل       | كارلوس إدواردو     | CM      |                        |                      |                           | 1                       |                      | 1       |
| 9       | 6       | كولومبيا       | غوستافو كويلار     | DM      | 1                      |                      |                           |                         |                      | 1       |
| 9       | 20      | كوريا الجنوبية | جانغ هيون سو       | DF      | 1                      |                      |                           |                         |                      | 1       |
| المجموع | المجموع | المجموع        | المجموع            | المجموع | 46                     | 11                   | 9                         | 4                       | 5                    | 75      |

آخر تحديث: 14 سبتمبر 2020.

مصدر: [بحاجة لمصدر]

#### نظافة الشباك واستقبال الاهداف
| م       | الجنسية  | أسماء الحراس     | المركز | دوري كأس الأمير محمد بن سلمان | دوري كأس الأمير محمد بن سلمان | دوري كأس الأمير محمد بن سلمان | دوري أبطال آسيا 2019 | دوري أبطال آسيا 2019 | دوري أبطال آسيا 2019 | كأس الملك | كأس الملك   | كأس الملك | كأس العالم للأندية 2019 | كأس العالم للأندية 2019 | كأس العالم للأندية 2019 | دوري أبطال آسيا 2020 | دوري أبطال آسيا 2020 | دوري أبطال آسيا 2020 | المجموع | المجموع     | المجموع |
| م       | الجنسية  | أسماء الحراس     | المركز | مباراة                        | Clean Sheet                   | هدف                           | مباراة               | Clean Sheet          | هدف                  | مباراة    | Clean Sheet | هدف       | مباراة                  | Clean Sheet             | هدف                     | مباراة               | Clean Sheet          | هدف                  | مباراة  | Clean Sheet | هدف     |
| ------- | -------- | ---------------- | ------ | ----------------------------- | ----------------------------- | ----------------------------- | -------------------- | -------------------- | -------------------- | --------- | ----------- | --------- | ----------------------- | ----------------------- | ----------------------- | -------------------- | -------------------- | -------------------- | ------- | ----------- | ------- |
| 1       | السعودية | عبد الله المعيوف | GK     | 27                            | 9                             | 24                            |                      | 3                    | 9                    | 3         |             | 5         | 3                       | 1                       | 5                       | 3                    | 1                    | 2                    | 42      | 14          | 44      |
| 2       | السعودية | محمد الواكد      | GK     | 3                             | 1                             | 2                             |                      |                      |                      |           |             | 1         |                         |                         |                         |                      |                      |                      |         |             | 3       |
| المجموع | المجموع  | المجموع          |        |                               |                               | 26                            |                      |                      | 9                    |           |             | 6         |                         |                         | 5                       |                      |                      | 2                    |         |             | 48      |

آخر تحديث: 14 سبتمبر 2020.

مصدر: [بحاجة لمصدر]

تشير علامة "  " في القائمة أعلاه إلى " كلين شيت هي عبارة مكونة من كلمتين Clean Sheet وتعني شباك فارغة أو شباك نظيفة ، بينما تم استخدام علامة" " للإشارة إلى عدد الهداف المسجلة على حارس المرمى.

### سجل الإصابات
| رقم | المركز | الجنسية  | اللاعب.            | نوع                  | الحالة | مصدر    | مباراة                                         | تاريخ الإصابة  | تاريخ التعافي  |
| 8   | MF     | السعودية | عبدالله عطيف       | إصابة الرباط الصليبي |        | alhilal | ضد شباب الاهلي دبي مسابقة دوري أبطال آسيا 2020 | 17 فبراير 2020 | 11 أكتوبر 2020 |
| 7   | MF     | السعودية | سلمان الفرج        | إصابة بفيروس كورونا  |        | afc     | أثناء البعثة مسابقة دوري أبطال آسيا 2020       | 11 سبتمبر 2020 | 20 سبتمبر 2020 |
| 2   | DF     | السعودية | محمد البريك        | إصابة بفيروس كورونا  |        | afc     | أثناء البعثة                                   | 11 سبتمبر 2020 | 25 سبتمبر 2020 |
| 30  | GK     | السعودية | محمد الواكد        | إصابة بفيروس كورونا  |        | afc     | أثناء البعثة                                   | 11 سبتمبر 2020 | 22 سبتمبر 2020 |
| 11  | FW     | السعودية | صالح الشهري        | إصابة بفيروس كورونا  |        | afc     | أثناء البعثة                                   | 11 سبتمبر 2020 | 25 سبتمبر 2020 |
| 55  | MF     | السعودية | حمد العبدان        | إصابة بفيروس كورونا  |        | afc     | أثناء البعثة                                   | 11 سبتمبر 2020 | 22 سبتمبر 2020 |
| 24  | MF     | السعودية | نواف العابد        | إصابة بفيروس كورونا  |        | alhilal | أثناء البعثة                                   | 13 سبتمبر 2020 | 25 سبتمبر 2020 |
| 12  | DF     | السعودية | ياسر الشهراني      | إصابة بفيروس كورونا  |        | alhilal | أثناء البعثة                                   | 17 سبتمبر 2020 | 26 سبتمبر 2020 |
| 31  | GK     | السعودية | عبد الله الجدعاني  | إصابة بفيروس كورونا  |        | alhilal | أثناء البعثة                                   | 17 سبتمبر 2020 | 30 سبتمبر 2020 |
| 40  | GK     | السعودية | نواف الغامدي       | إصابة بفيروس كورونا  |        | alhilal | أثناء البعثة                                   | 17 سبتمبر 2020 |                |
| 17  | DF     | السعودية | عبد الله الحافظ    | إصابة بفيروس كورونا  |        | alhilal | أثناء البعثة                                   | 17 سبتمبر 2020 | 30 سبتمبر 2020 |
| 29  | MF     | السعودية | سالم الدوسري       | إصابة بفيروس كورونا  |        | alhilal | أثناء البعثة                                   | 19 سبتمبر 2020 | 30 سبتمبر 2020 |
| 9   | FW     | إيطاليا  | سيباستيان جيوفينكو | إصابة بفيروس كورونا  |        | alhilal | أثناء البعثة                                   | 19 سبتمبر 2020 | 30 سبتمبر 2020 |
| 5   | DF     | السعودية | علي آل بليهي       | إصابة بفيروس كورونا  |        | alhilal | أثناء البعثة                                   | 19 سبتمبر 2020 | 30 سبتمبر 2020 |
| 32  | DF     | السعودية | متعب المفرج        | إصابة بفيروس كورونا  |        | alhilal | أثناء البعثة                                   | 19 سبتمبر 2020 | 30 سبتمبر 2020 |
| 18  | FW     | فرنسا    | بافيتيمبي غوميز    | إصابة بفيروس كورونا  |        | alhilal | أثناء البعثة                                   | 19 سبتمبر 2020 | 30 سبتمبر 2020 |
| 70  | DF     | السعودية | محمد جحفلي         | إصابة بفيروس كورونا  |        | alhilal | أثناء البعثة                                   | 19 سبتمبر 2020 | 03 أكتوبر 2020 |
| 28  | DM     | السعودية | محمد كنو           | إصابة بفيروس كورونا  |        | alhilal | أثناء البعثة                                   | 19 سبتمبر 2020 | 03 أكتوبر 2020 |
| 54  | MF     | السعودية | محمد الكنيدري      | إصابة بفيروس كورونا  |        | alhilal | أثناء البعثة بعد مباراة شهر خودرو              | 19 سبتمبر 2020 | 03 أكتوبر 2020 |
| 16  | DM     | السعودية | ناصر الدوسري       | إصابة بفيروس كورونا  |        | alhilal | أثناء البعثة                                   | 22 سبتمبر 2020 | 03 أكتوبر 2020 |

 - إصابة اللاعب

 - تعافى اللاعب من الإصابة

مصدر: [بحاجة لمصدر]

## روابط خارجية
- الموقع الرسمي لنادي الهلال
- منتديات الموقع الرسمي لنادي الهلال
- صور شعار نادي الهلال 2020
- alhilal_fc على تويتر.